# Тегеран
Тегера́н (перс. تهران, МФА: [tʰehˈɾɒ:n]) — столиця, найбільше місто Ірану і одне з найбільших міст Азії. Адміністративний центр однойменного остану, політичний, економічний, транспортний, торговельно-фінансовий і культурний центр країни. Тегеран розташований на півночі країни біля підніжжя гірського хребта Ельбурс, за 90 км на південь від узбережжя Каспійського моря. Тегеран географічно розташований в безпосередній близькості від кількох кордонів, включаючи кордон з Туркменістаном на північному сході.
Площа — 1500 км². Населення міста — 8 846 782 (2016), з передмістями (Великий Тегеран) перевищує 14 мільйонів осіб. Вирізняється надзвичайною різноманітністю національного і конфесійного складу. Основу населення міста становлять перси, азербайджанці і мазендеранці. Наявні значні національні і релігійні меншини — вірмени, ассирійці, бахаї, євреї, зороастрійці, курди, завдяки чому дістав прізвисько «Місто 72 народів».

## Історія

### Стародавній Тегеран
За даними археології, поселення людей на місці сучасного Тегерана існувало вже в 6 тисячолітті до нашої ери. Поселенці прибували до схилів Ельбурса, рятуючись від спеки солончакових пустель на півдні. Спочатку Тегеран був селом, розташованим за декілька кілометрів на північний захід від міста Рей, — одного з найдавніших міст Ірану. Основою економіки Тегерана в той час було сільське господарство, зокрема вирощування овочів і фруктів.
1228 року монголи зруйнували Рей, і це стало поштовхом до піднесення Тегерана як політичного центру. Жителі зруйнованого міста переселилися до Тегерана, якого майже не торкнулася навала Чингісхана. У своїх працях, що припадають на 1275 рік, Мохаммед Закарія Казвіні характеризує Тегеран, як «важливе торгове місто». У той час Тегеран поділявся на 12 районів (махале), якими керували військовики. Міська забудова XIII століття здебільшого мала вигляд глиняних або вирізаних у скельній породі помешкань. 1340 року Хамдолла Мостафі описує Тегеран як один із чотирьох районів Вараміна, — найбільшого натоді міста в місцевій монгольській провінції Ільханів. Водночас відновлений Рей уже перейшов був під фактичне управління тегеранської влади.
1404 року іспанський мандрівник Руй Гонсалес де Клавіхо став, ймовірно, першим європейцем, що відвідав Тегеран. Він описує його як велике місто, в якому розташована резиденція Тимуридів, а Рей — як закинуте поселення.
Починаючи з XV століття Тегеран почав активно розростатися на північ. У XVII столітті в Тегерані розташувалася резиденція правлячої династії Сефевідів. Навколо міста були збудовані стіни. Нарешті, справжній будівельний бум відбувся в Тегерані на початку XVIII століття. Незабаром Тегеран поглинув всі маленькі міста і села навколо: Шеміран, Рей та інші. Карим Хан наказав побудувати в Тегерані палац, гарем і резиденції для державних установ. Ймовірно, він мав намір перенести столицю до Тегерана, але пізніше столичні функції передано Ширазу. Проте, коли Ага Мохаммед Хан Каджар став головою держави, до 1795 Тегеран став столицею Ірану.

### Столиця Ірану
Фетх Алі-Шах, племінник Мохаммеда Каджара, зробив найвагоміший внесок у будівництво Тегерана. Зокрема, в період його правління в Тегерані зведено Мармуровий палац і Шахську мечеть. На 1830 рік населення Тегерана сягнуло 150 тисяч осіб. За Мохаммеда Каджара Тегеран вийшов за межі міських стін. Розкішні палаци збудовано на півночі міста.
Наймасштабнішу реконструкцію за всю історію Тегерана розпочато 1870 року, за правління Насер ед-Дін Шаха. Він наказав висадити в повітря всі стародавні фортифікаційні споруди, а на їхньому місці спорудити нові міські квартали. Знищено старий міський мур і збудовано новий, у формі неправильного восьмикутника завдовжки 19 км. Через ті місця, де розташовувалися 12 щедро оздоблених міських воріт, сьогодні пролягають головні магістралі, що ведуть до міста. Крім того, за Насреддін-шаха проведено реконструкцію багатьох будівель, а також збудовано централізовану систему водопостачання. На кінець його правління (1897) населення міста перевищувало 250 тисяч осіб, більшість з яких жили за міськими стінами.
У 1930-х роках відбулося нове грандіозне оновлення: за наказом Рези Пехлеві «мури Насреддіна» знищено, а на їхньому місці прокладено широкі проспекти.

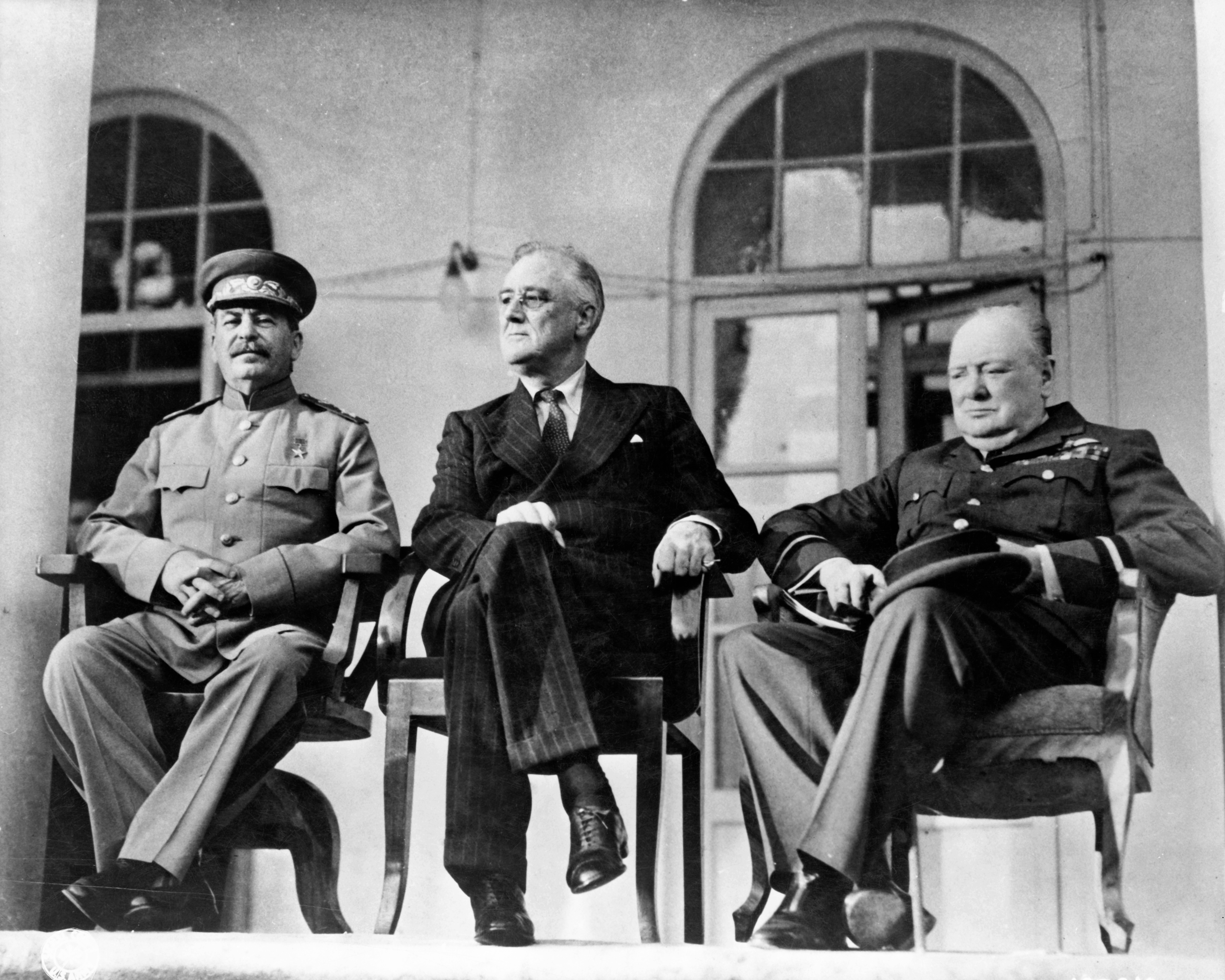
Тегеранська конференція, 1943

1943 року в Тегерані відбулася конференція голів урядів трьох союзних держав антигітлерівської коаліції — СРСР, США і Великої Британії. Після війни населення Тегерана сягнуло 1 мільйона чоловік.
За останнього шаха Ірану Мохаммеда Рези Пахлаві багато стародавніх споруд старого міста знищено, бо шах вважав, що їм не місце в сучасному Тегерані. На місці унікальних фортифікаційних споруд і палаців нині розташовані хмарочоси або широкі автостради. З початком типової житлової забудови, пік якої припав на 1960-ті роки, Тегеран остаточно втратив свій «стародавній» вигляд.
1969 року Шеміран увійшов до складу Тегерана, після чого розширення на північ припинилося. За новою містобудівною доктриною місто стало розвиватися на захід і схід. Міська забудова впритул підходить до Кереджа. Різкий стрибок цін на нафту в 1970-х роках і, як наслідок, енергетична криза в західних країнах дали новий поштовх розвиткові міста. Шах мав намір використовувати надприбутки від експорту нафти для будівництва нового району Тегерана, який став би символом влади Пехлеві. Проект «Шахестана» був готовий 1976 року, проте гроші швидко скінчилися, а район так і не побудовано.

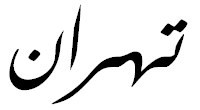
Тегеран, каліграфічний почерк насталік
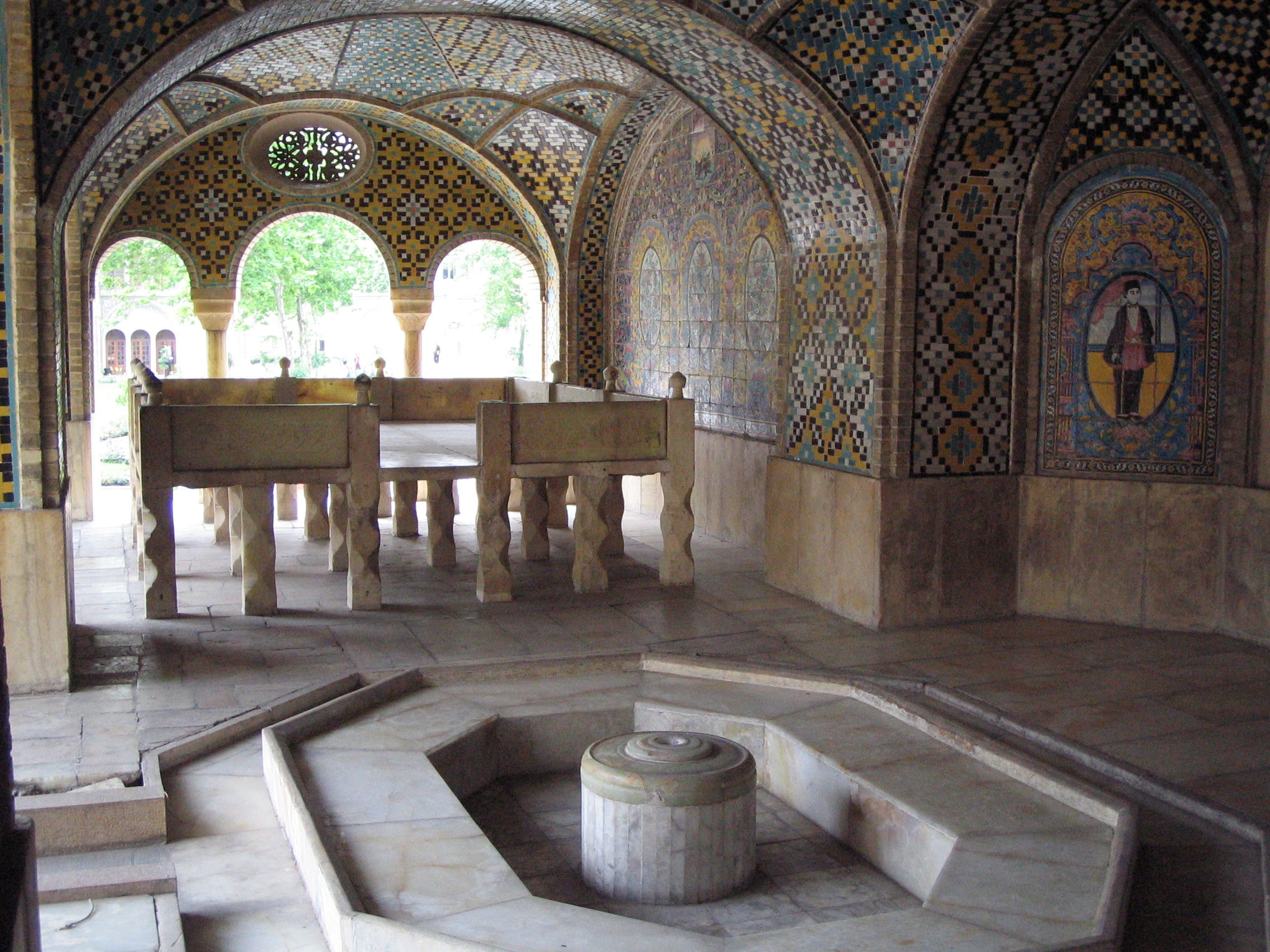
«Куток Карім-хана» («Хелват-е Карім-хан», Палац Голестан, 1759
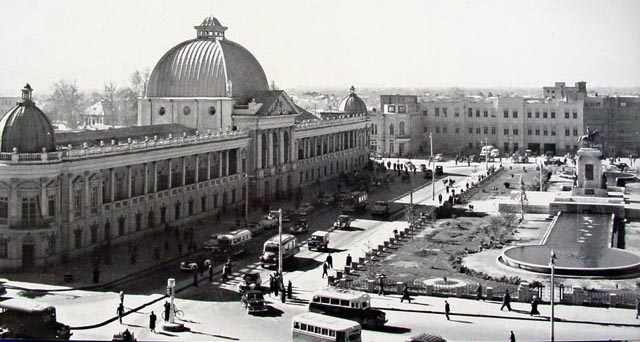
Майдан Топхане (майдан гармат), 1950
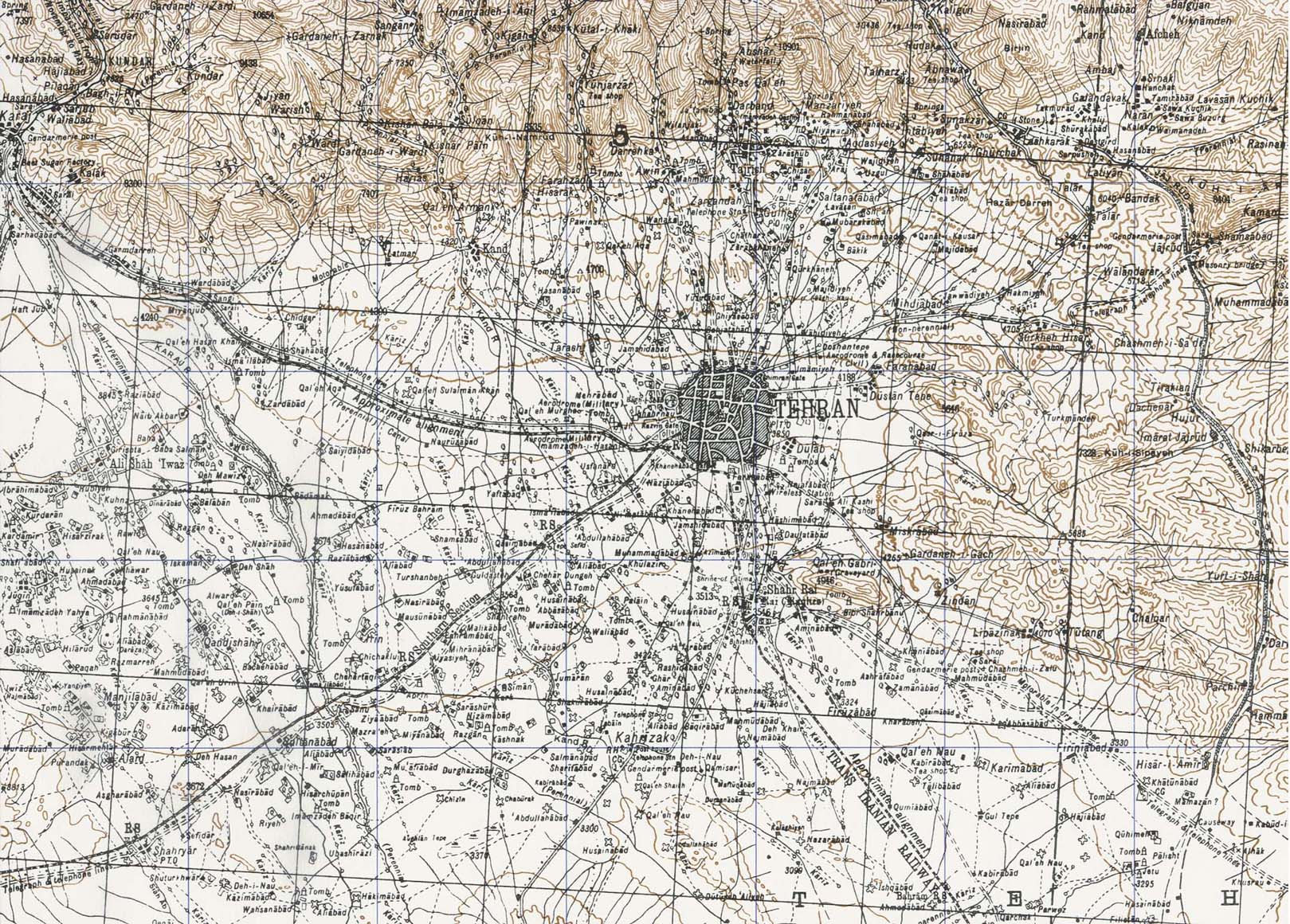
Мапа, 1947
Мапа, 1857
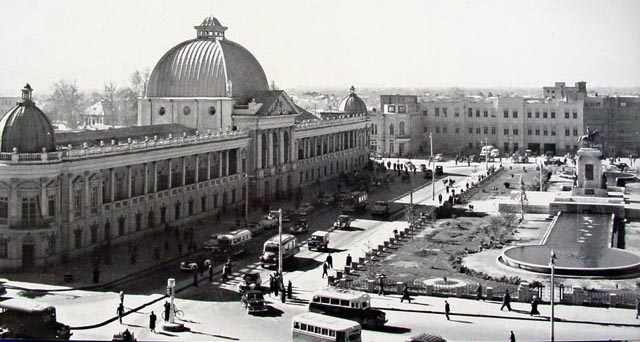
Майдан Тоопхане, 1911
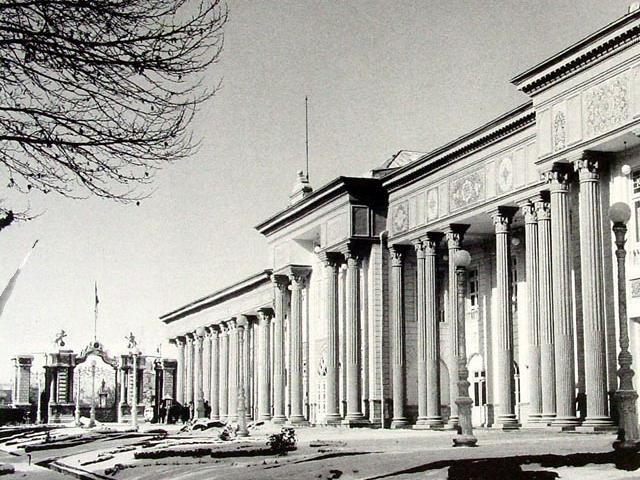
Меджліс - колишня будівля парламенту — побудований у 1920-х
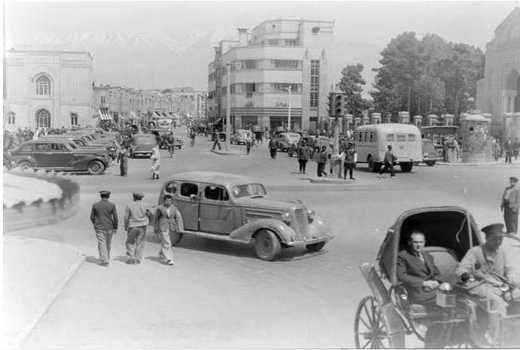
1930-і
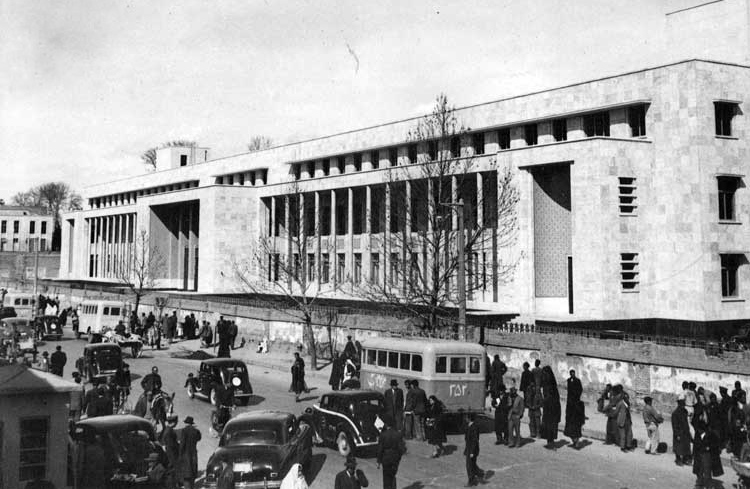
Національний банк Ірану, Майдан Сабзе, 1940-і

### Після Ісламської революції
8 вересня 1978 року в місті відбулися масові антишахські безлади, жорстоко придушені урядовими військами. За декілька днів повстання спалахнуло наново, причому, вже по всій країні. Так в Ірані відбулася ісламська революція. 1 лютого 1979-го до Тегерана прибув Аятолла Хомейні. Тегеран став столицею Ісламської Республіки Іран. 4 листопада 1979 року войовничо налаштовані студенти захопили американське посольство, співробітники якого залишалися в полоні 444 дні.
Під час ірано-іракської війни Тегеран регулярно зазнавав обстрілу іракськими ракетами Р-11, що спричиняло величезні жертви серед цивільного населення і численні руйнування. До Тегерана стікалися біженці із західних провінцій. До того ж, до Тегерана ринув потік біженців з сусіднього Афганістану, де в цей час теж йшла війна.
1986 року створено міську адміністрацію Великого Тегерана, який обійняв площу близько півтори тисячі км². Тегеран було поділено на 22 міських округи. Від початку 1990-х територіальне розширення Тегерана практично припинилося.
2001 року в Тегерані стало до ладу метро. У 2007-му закінчено будівництво вежі Мілад, що стала 4-ю за висотою спорудою у світі.

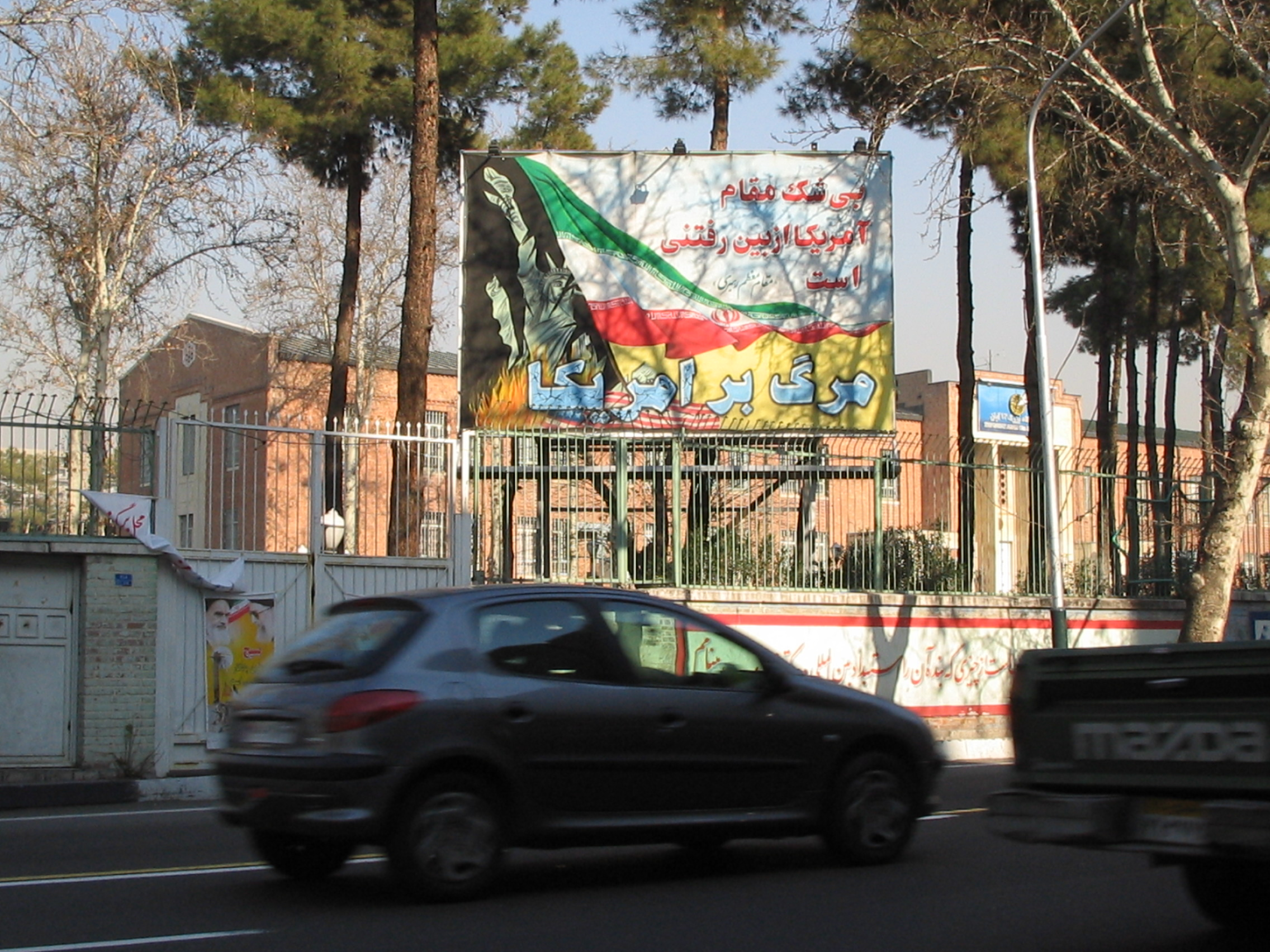
Плакат поруч з колишнім посольством США. Блакитний текст внизу: Марґ бар Амріка — «Смерть Америці»
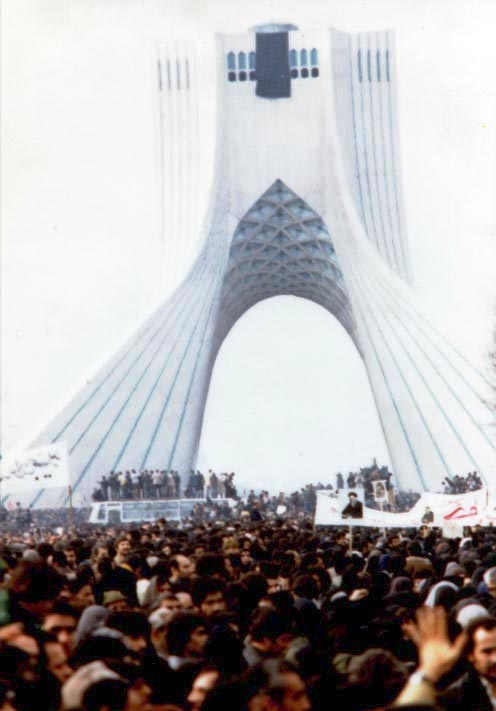
Ісламська революція, 1979
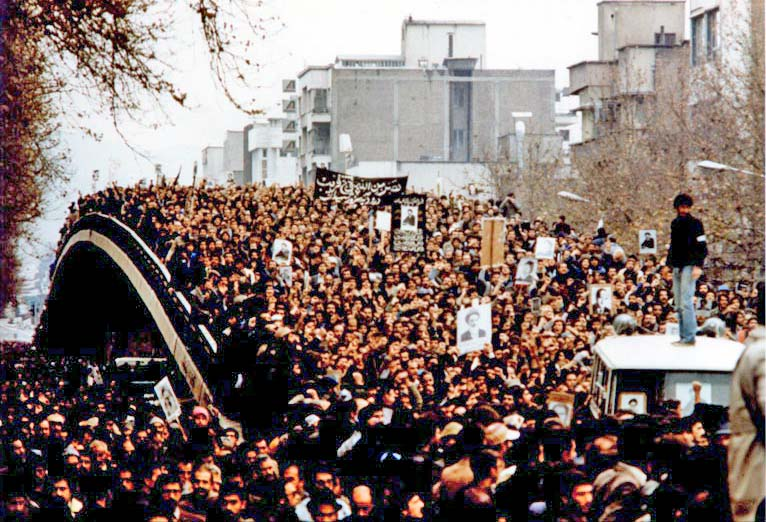
Масові демонстрації

## Адміністративний поділ

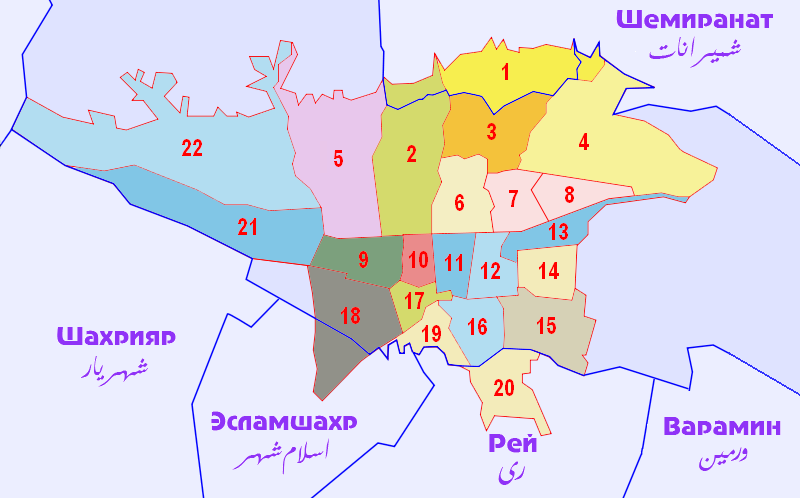
Адміністративний поділ Тегерана
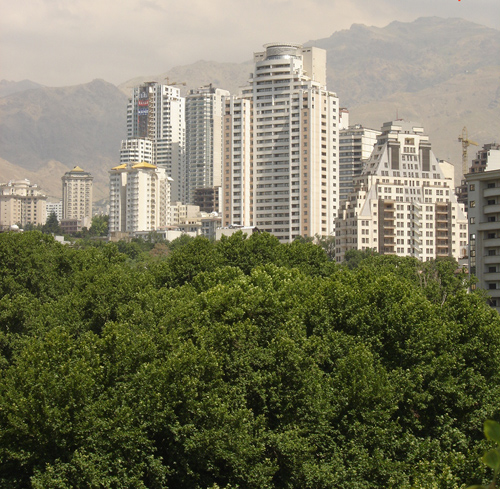
Житловий район Елахіє на півночі Тегерана

## Населення

Тегеран у 1985 і 2009

В межах міста проживає близько 8 мільйонів осіб. Разом з передмістями населення Тегерана становить 12 мільйонів осіб, з довколишніми містами — супутниками — понад 15 мільйонів. 60 % населення міста — приїжджі. Маятникова міграція до Тегерана становить близько 1,5 — 2 млн осіб щоденно, переважно з Кереджа.
| Рік             | Населення¹ |
| --------------- | ---------- |
| 1891            | 160 000    |
| 1922            | 210 000    |
| 1935            | 249 500    |
| 1956            | 1 500 000  |
| 1966            | 2 720 000  |
| 1980            | 5 360 000  |
| 1986            | 6 040 000  |
| 1991            | 6 475 000  |
| 2006            | 7 314 000  |
| ¹ в межах міста |            |

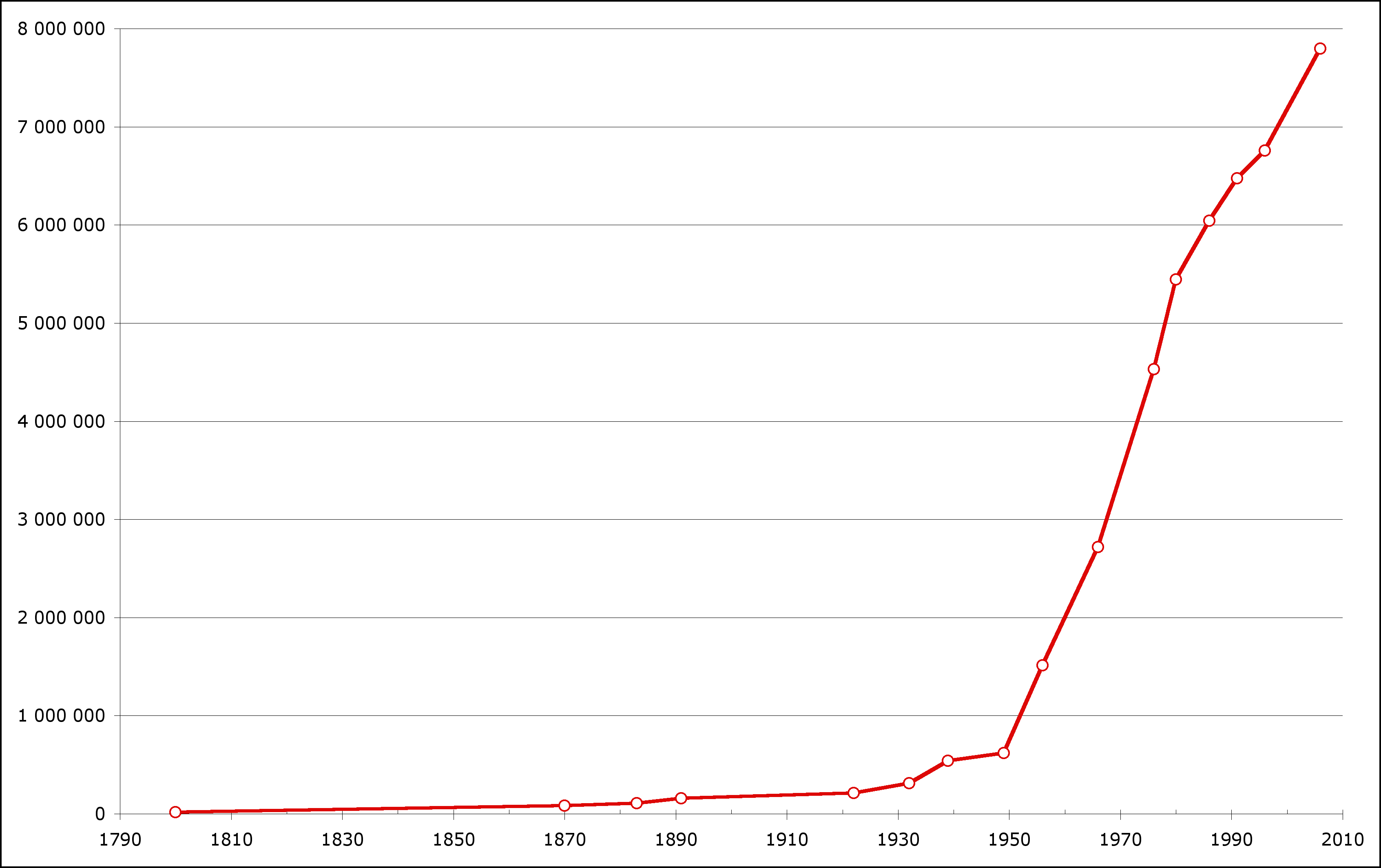
Ріст населення

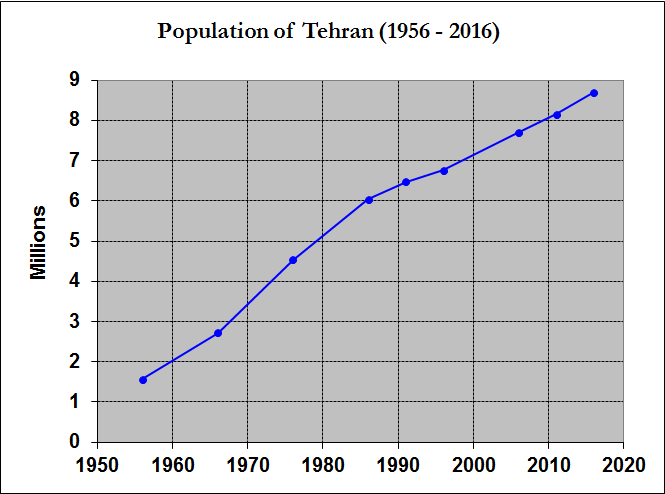
Зростання населення в 1956—2016

Населення міста настільки етнічно різноманітне, що змішування різних мов і діалектів призвело до появи тегеранського діалекту фарсі, який став стандартним для Ірану. Друга за поширеністю мова — азербайджанська. Поза тим, існують громади курдів, мазендеранців, гилаків, лурів, балохів, туркмен, арабів, вірмен, ассирійців.
Внаслідок військових операцій США в Афганістані та Іраку Тегеран став основним пунктом призначення величезної кількості біженців з цих країн, серед яких араби, таджики, пуштуни, хазарейці. Біженці найчастіше служать дешевою робочою силою в місті, що швидко росте.

## Економіка
Перед тим як Тегеран став столицею Ірану, він фактично був великим селом. З відкриттям в Ірані великих покладів нафти в країні почалася індустріалізація. Добробут Тегерана швидко зріс, місто розрослося, перетворившись на великий економічний центр. Фермерські господарства знищували, а на їхньому місці будували заводи і фабрики, а також нові житлові квартали.
До сьогодні Тегеран залишається найважливішим економічним і промисловим центром Ірану. Промислові підприємства міста дають 35 % сукупної вартості промислової продукції Ірану, в ньому зосереджено 22,5 % робітників країни. Зокрема, понад 50 % текстильної і електронної продукції, що споживає Іран, виробляють заводи Тегерана.
Розвинене різноманітне машинобудування і металообробка (12 автоскладальних і авіаційних заводів, ремонтні заводи, виробництво радіоапаратури, телевізорів, пральних машин, холодильників тощо), хімічна, нафтопереробна, металургійна промисловість, виробництво будматеріалів, скляних і порцеляно-фаянсових виробів, текстильна, харчова (зокрема крупна тютюнова фабрика), шкіряно-взуттєва промисловість. Збереглися кустарні виробництва. Велика частина промислових підприємств розташована в промзоні на заході міста, між Тегераном і Кереджем. Серед особливо великих підприємств — Iran Khodro, що займає цілий міський округ, який випускає автомобілі Samand.
У Тегерані є фондова біржа, на якій станом на 2006 рік було виставлено 420 компаній. Біржа стала до ладу 1968 року, припинила працювати після Ісламської революції, а 1989-го знову відновила роботу. Тегеранська фондова біржа це державне некомерційне об'єднання.

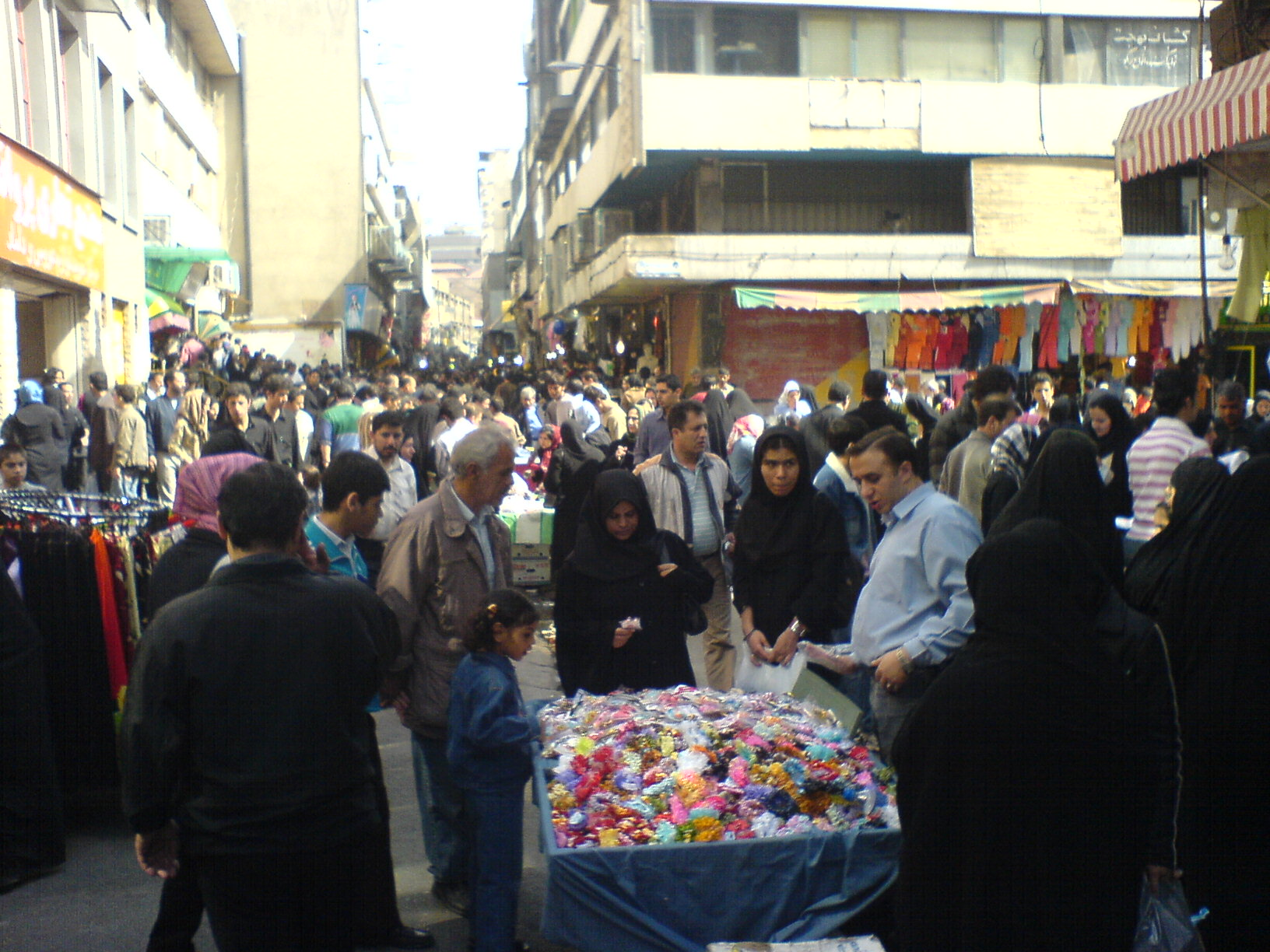
Тегеранці на проспекті Берлан
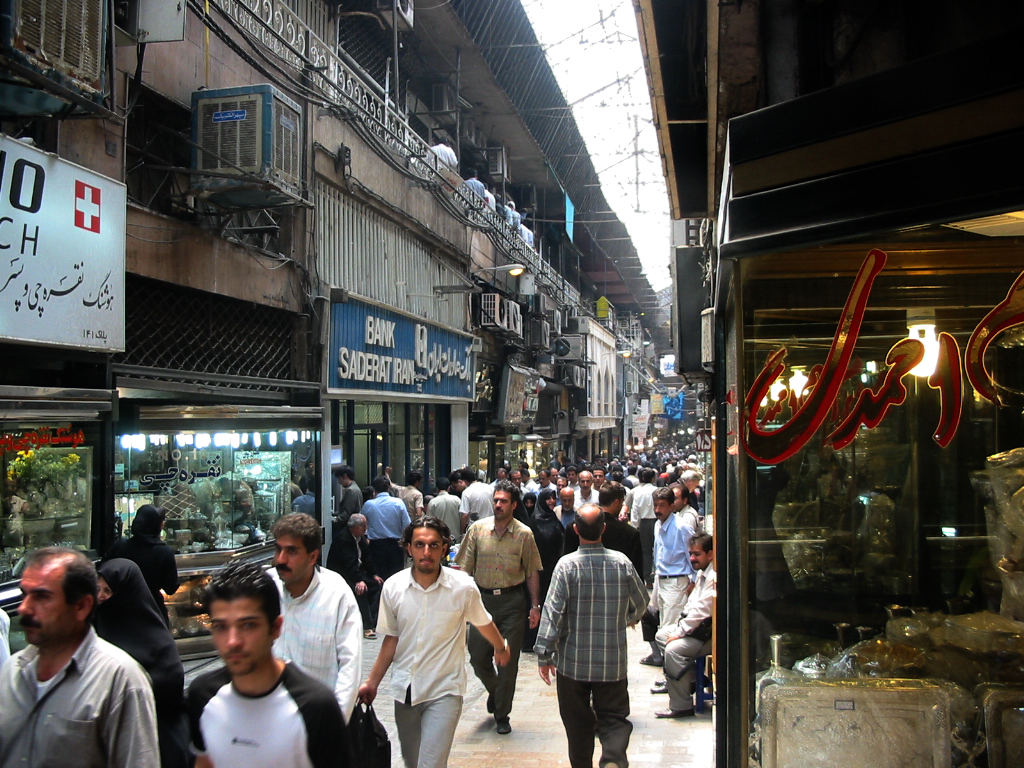
Тегеранський базар — найбільший у світі
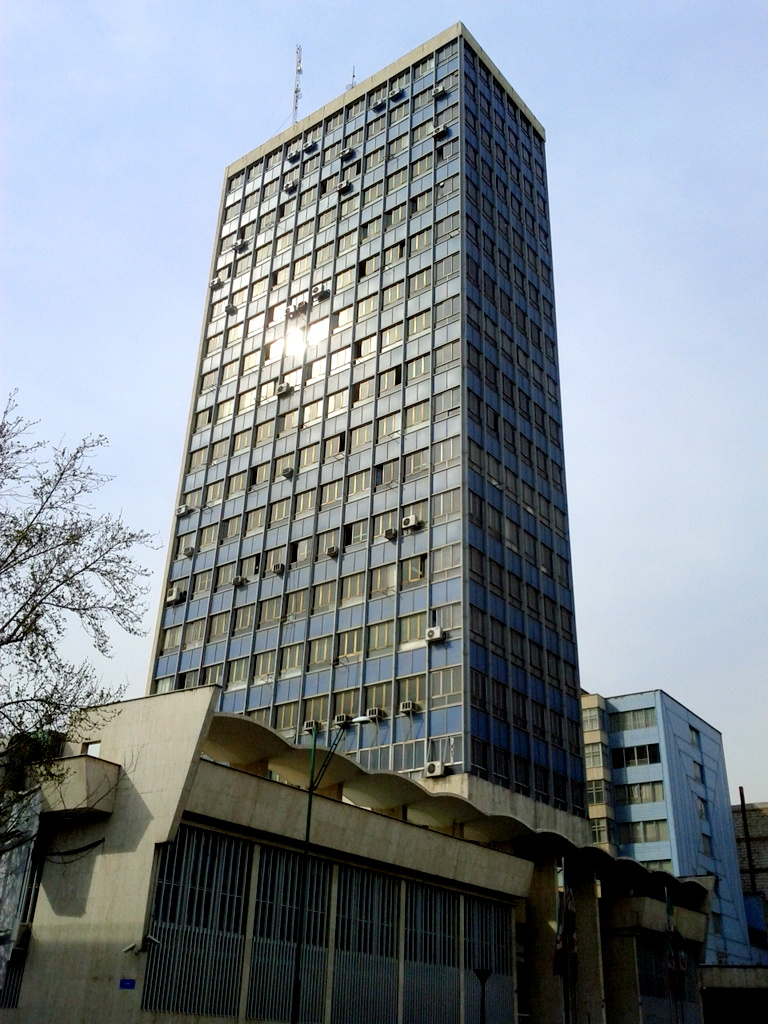
Тегеранська біржа

## Інфраструктура міста

### Архітектура

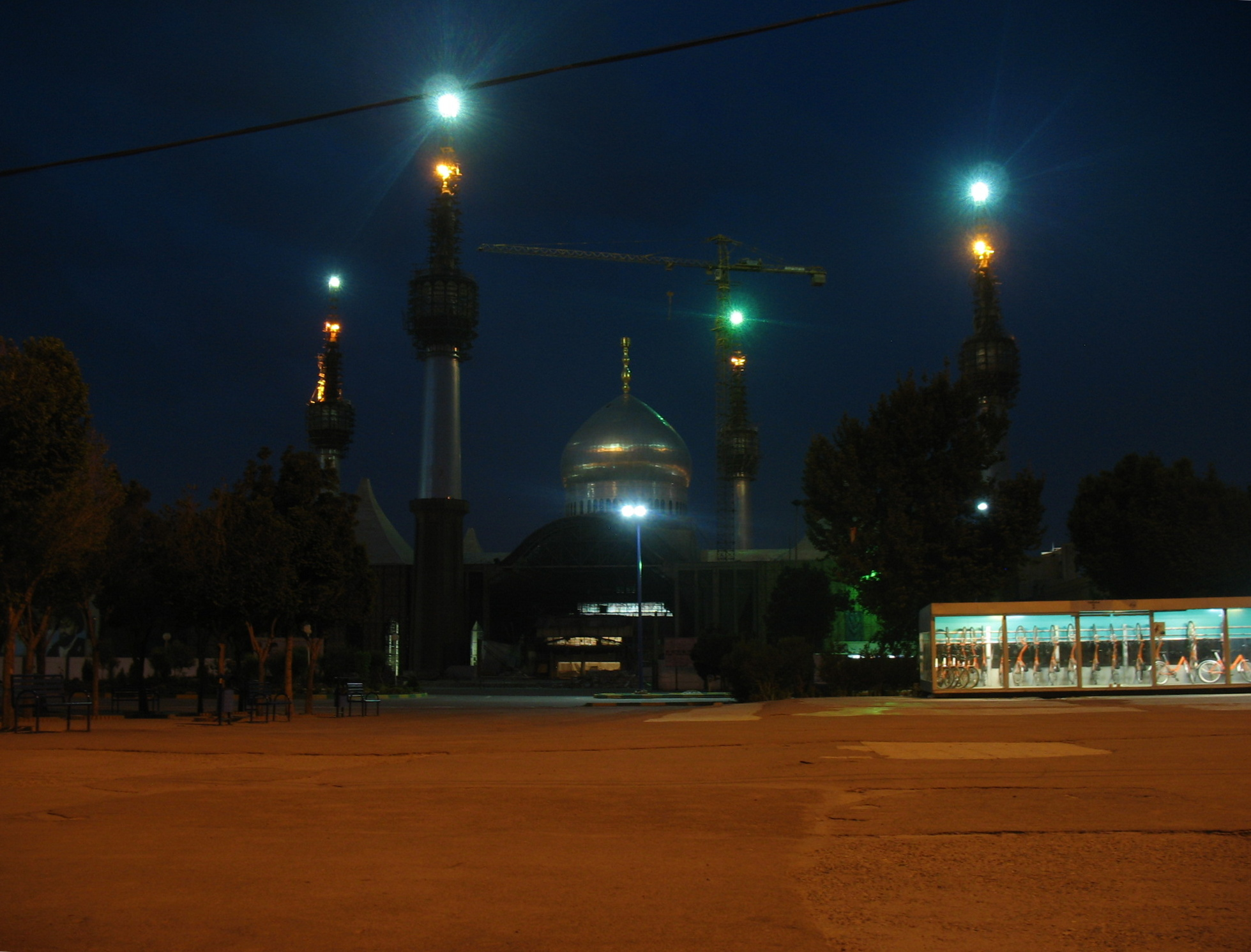
Мавзолей Хомейні вночі
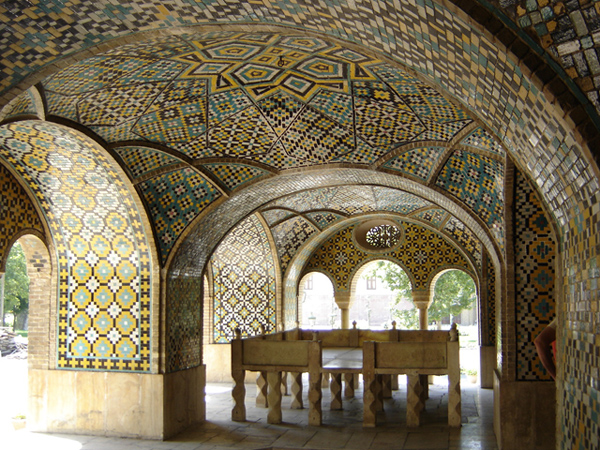
Палац Голестан
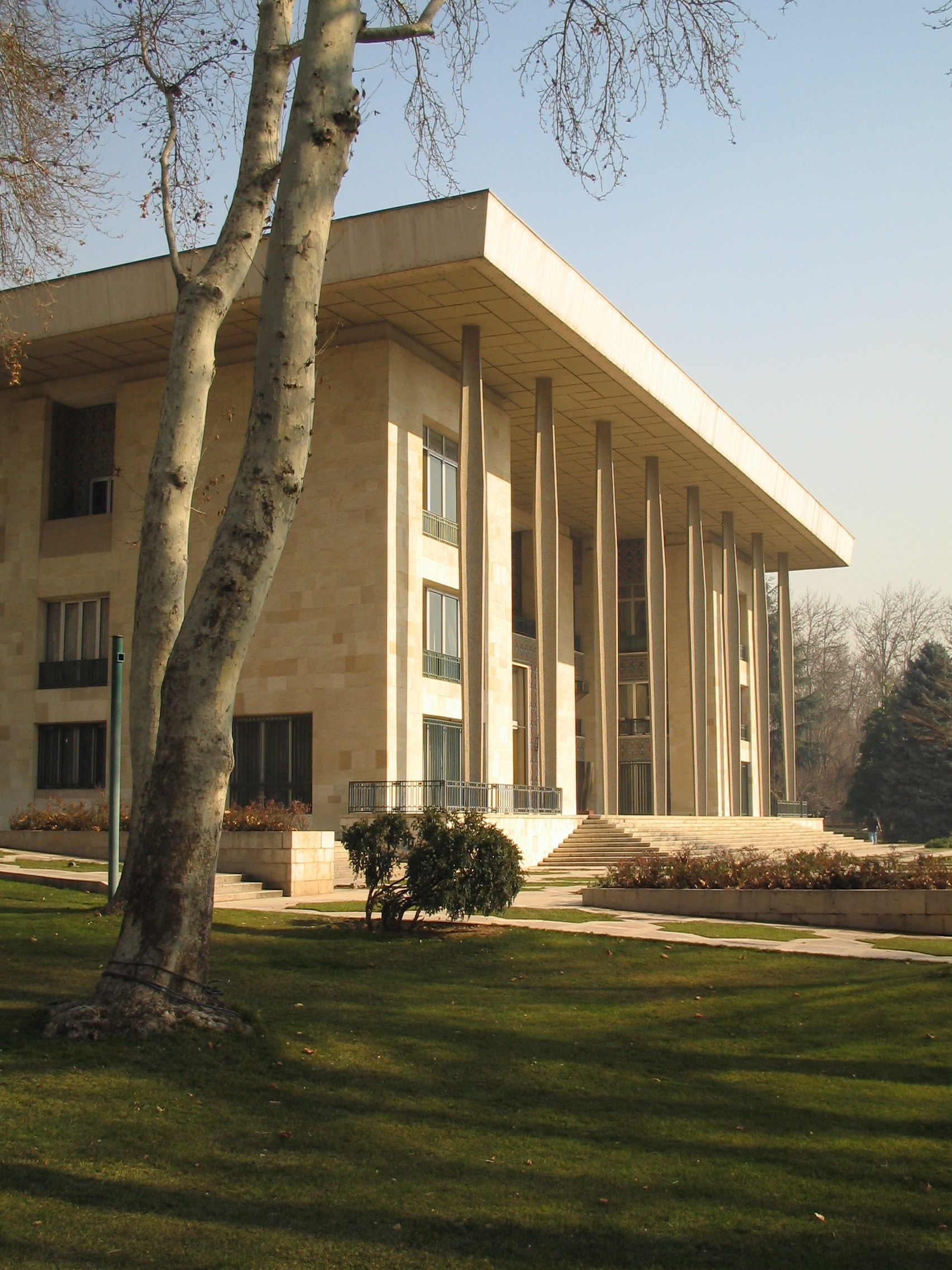
Палац Ніаваран — палац останнього шаха
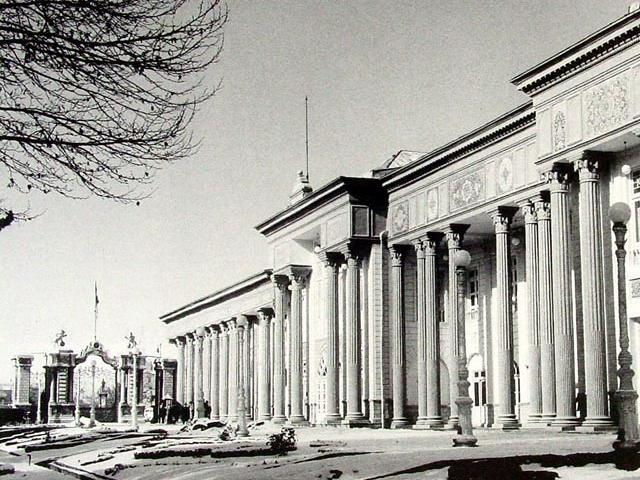
Меджліс, 1956
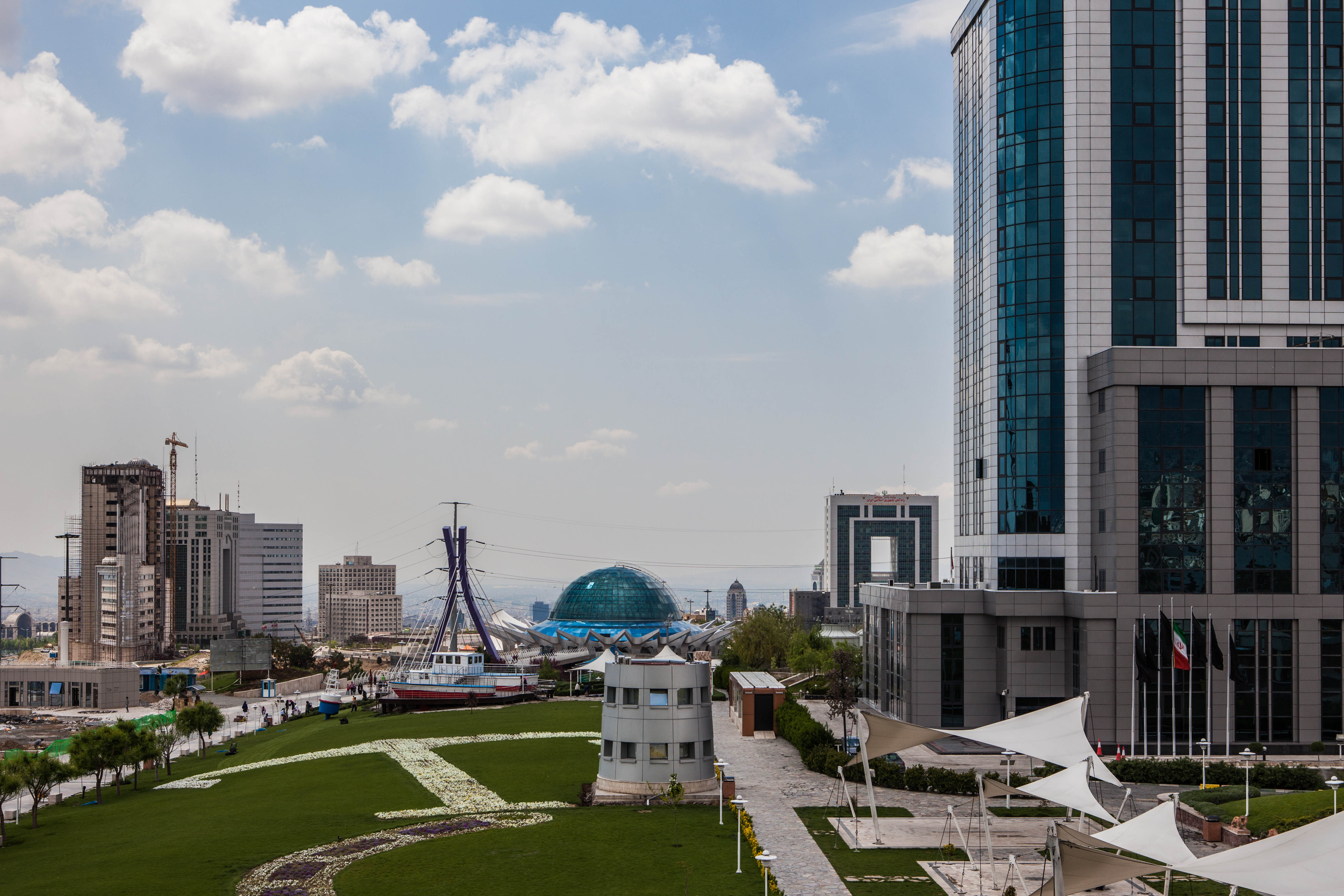
Парк Аб-о-Аташ
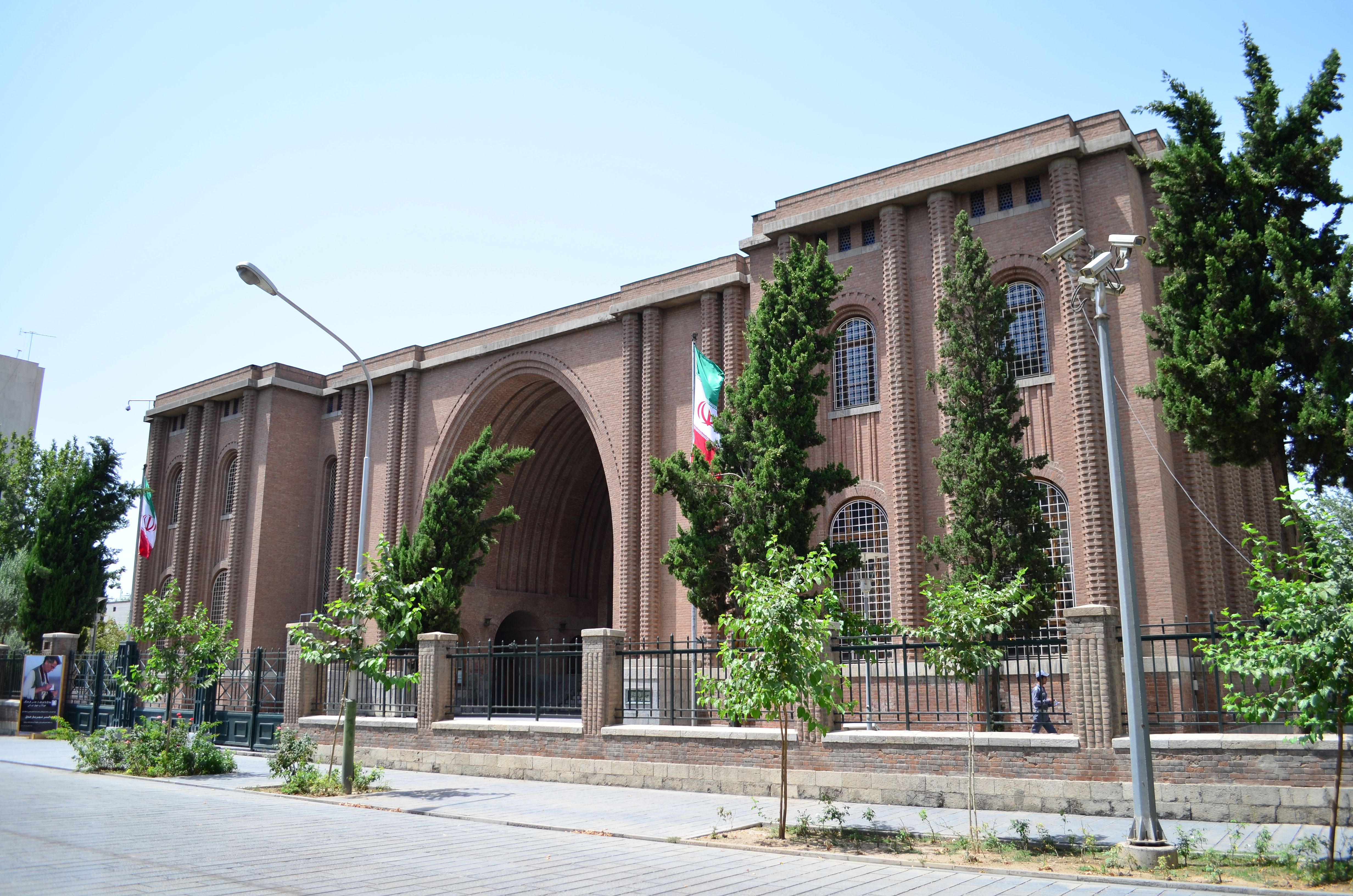
Національний музей Ірану
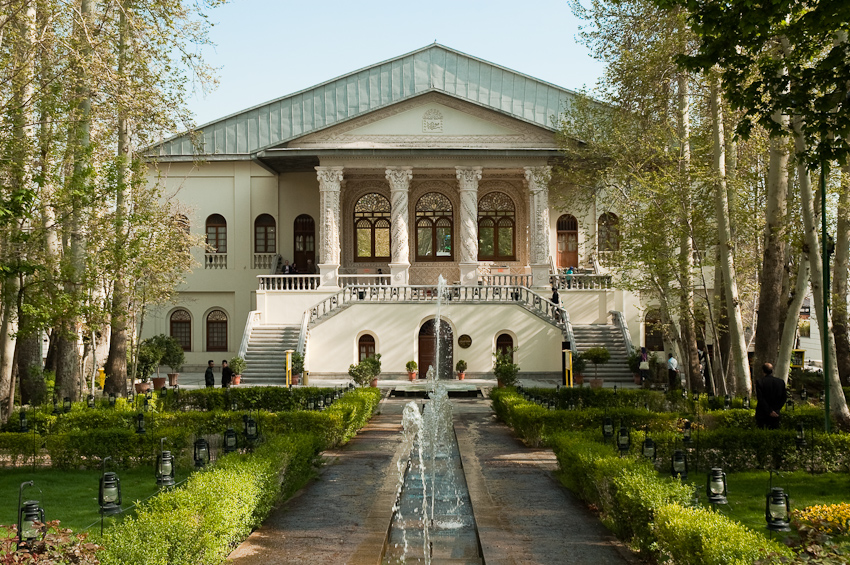
Сади Фердус
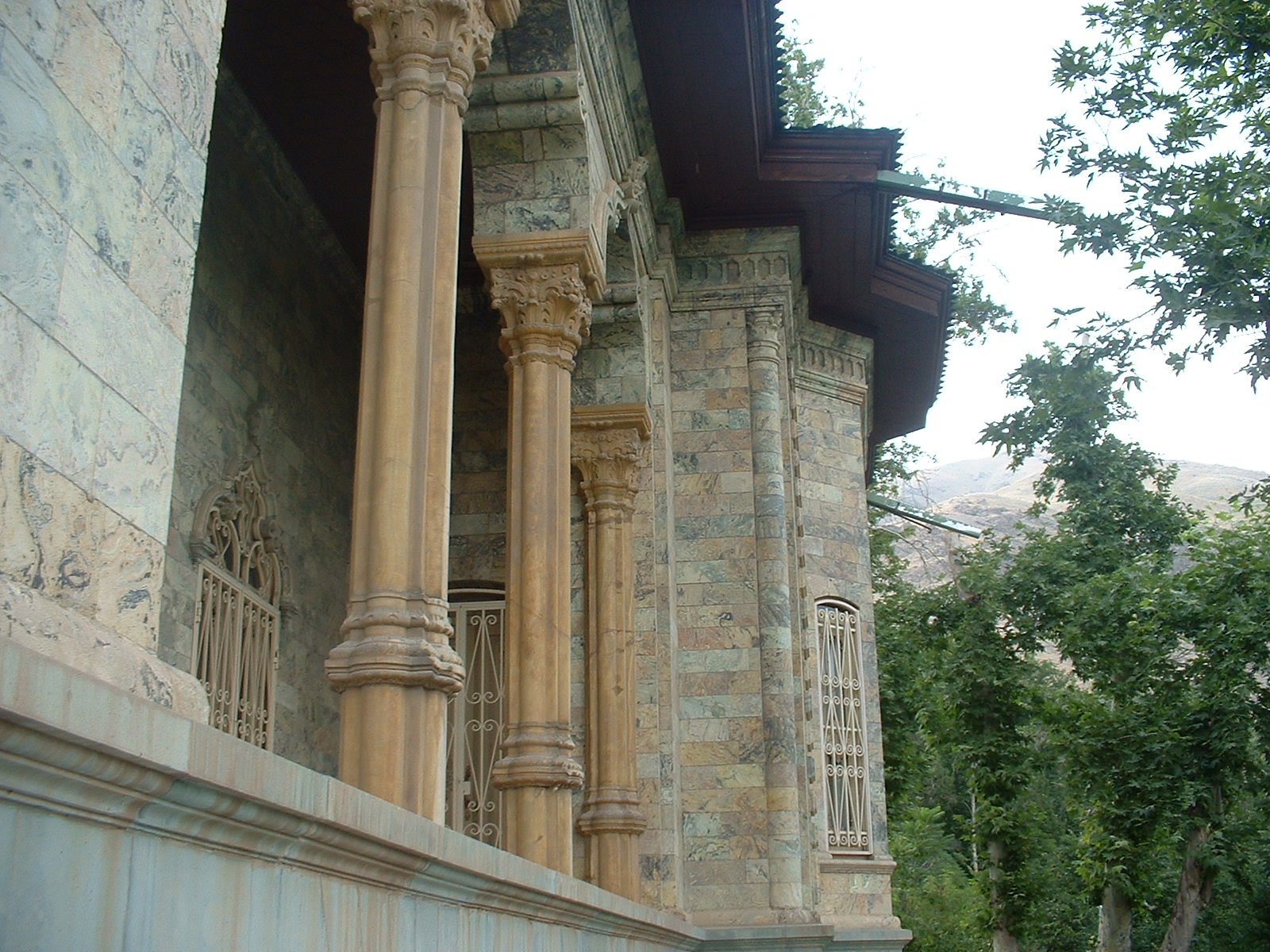
Зелений дім, Палац Садабад
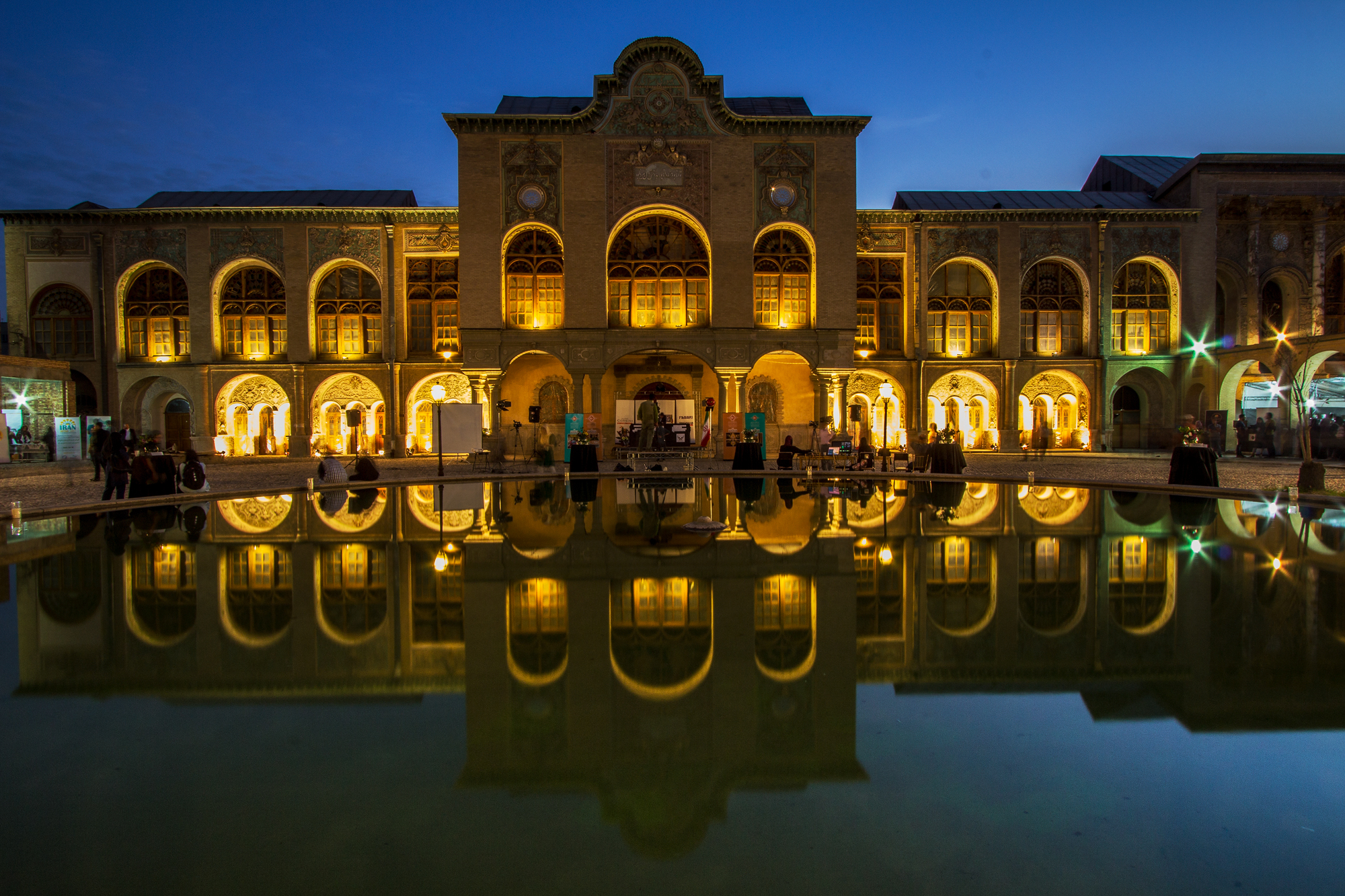
Палац Масудіє, Бахарестан
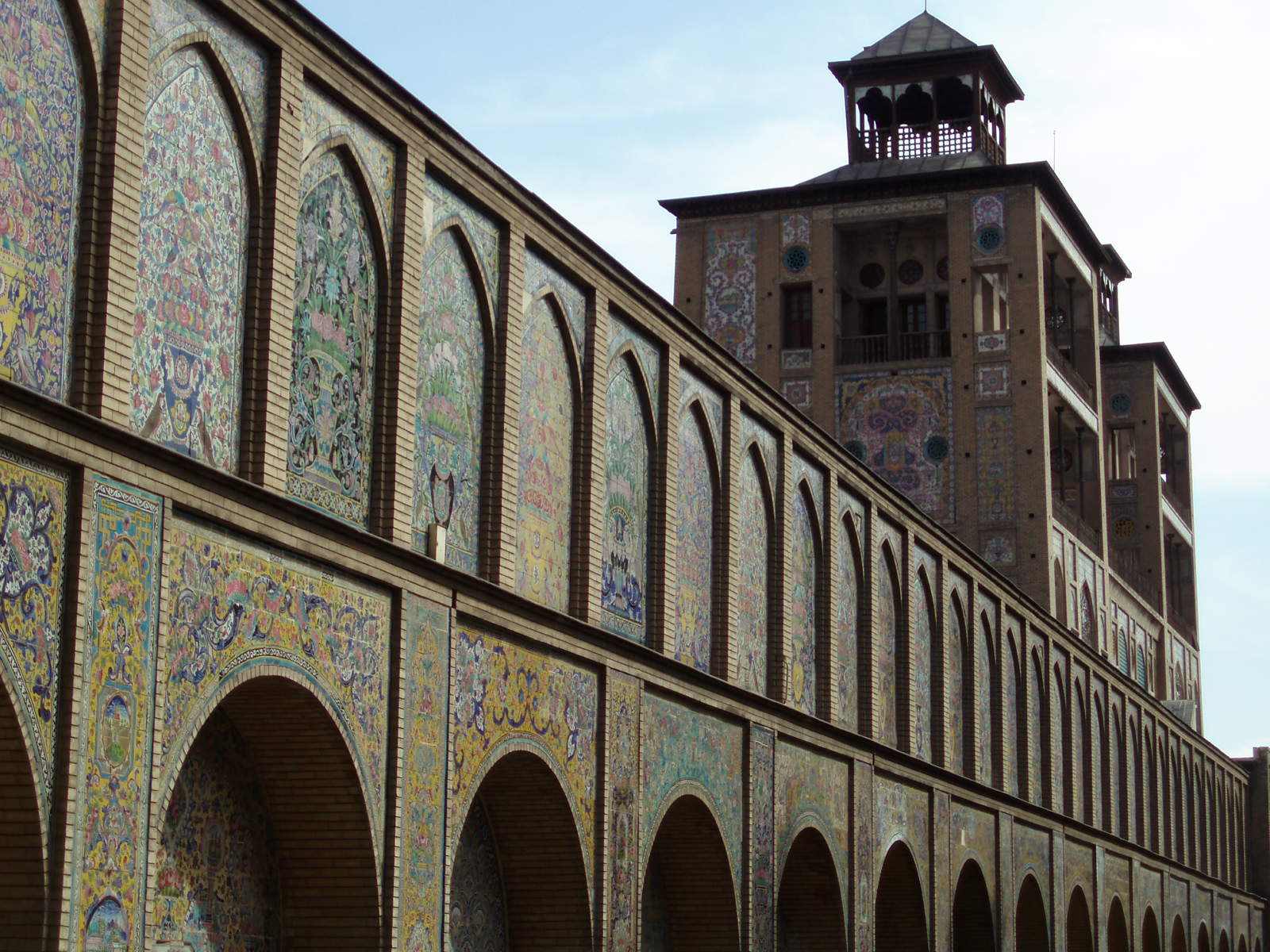
Палац Голестан

### Освіта
Рівень грамотності населення становить 81,9 % (за даними 1986 року), а станом на 2000 рік була 87 %. Як і в решті Ірану, в Тегерані грамотність швидко покращувалася протягом другої половини двадцятого століття, проте, загалом по країні вона становить лише 61,8 %. Національна система освіти з'явилася в сучасному Ірані в період 1920–1930 років, під впливом династії Пехлеві. У той час, релігійні установи — медресе, які раніше були в переважній більшості і саме в їх зниженні на користь державних шкіл на всіх рівнях, іранські очільники бачили покращення рівня освіченості країни. Окрім національних шкіл, створена і розвивається мережа міжнародних шкіл, до яких належить Тегеранська міжнародна школа. А за не повне століття (2004 рік) можна уже спостерігати більш ніж 2,2 млн. студентів в країні, а рівень грамотності становить по країні 79,4 %.
1851 року відкрито перший в Ірані вищий навчальний заклад — Дар ул-Фунун. А перший недержавний університет — Тегеранський — засновано 1933 року. Це найбільший університет країни. Нині в місті налічується близько п'ятдесяти ВНЗ:
| - Армійський офіцерський університет Імама Алі - Державний Військовий медичний університет (Іран) - Інститут вищої дистанційної освіти «Фарабі» - Інститут теоретичної фізики та математики (Іран) - Інститут енергетики (Іран) - Іранський дослідний інститут полімерів і нафтопродуктів - Іранський університет телекомунікацій - Дослідницький інститут нафти (Іран) - Кереджскій вільний ісламський університет - Медичний університет (Іран) - Медичний університет «Бакіятолла» - Поліцейський університет (Іран) - Рейскій вільний ісламський університет - Рудехенскій вільний ісламський університет - Тегеранський міжнародний університет - Тегеранський вільний ісламський університет — Перше відділення - Тегеранський вільний ісламський університет — Центральне відділення - Тегеранський вільний ісламський університет — Північне відділення - Тегеранський вільний ісламський університет — Південне відділення - Тегеранський вільний ісламський університет — Медичний інститут - Тегеранський університет - Тегеранський університет медичних наук - Тегеранський університет прикладних наук і технологій - Тегеранський університет «Хадис» | - Тегеранський екологічний університет - Технологічний університет «Амір Кабір» - Технологічний університет «Тусі» - Технологічний університет «Шаріф» - Університет «Алламе Табатабаі» - Університет «Аль-Захра» - Університет аеродинаміки (Іран) - «Багер Алолум» - Університет високих технологій (Іран) - Університет образотворчих мистецтв - Університет Імама Хусейна - Університет Імама Садек - Університет імені Імама Рези - Університет медичних наук «Бехешті» - Університет медичних наук «Шахед» - Університет наук і технологій (Іран) - Університет соціального захисту - Університет «Тарбіате Моаллем» - Університет «Тарбіате Модаррес» - Університет технологій «Мальок-Аштар» - Університет «Шахед» - Університет Шахіда Бехешті - Школа міжнародних відносин (Іран) - Школа економічних наук (Іран) |

Тегеранські університети, як і у всьому Ірані, перебувають під контролем держави. Попри це, саме студентство традиційно є головним осередком опозиції владі. Наприклад, студенти взяли найактивнішу участь у революції 1979 року. Влітку 1999 року студенти Тегеранського університету також ініціювали заворушення, що перекинулися на інші університети міста й були придушені лише через 6 днів.
У місті розташована Національна бібліотека Ісламської Республіки Іран.

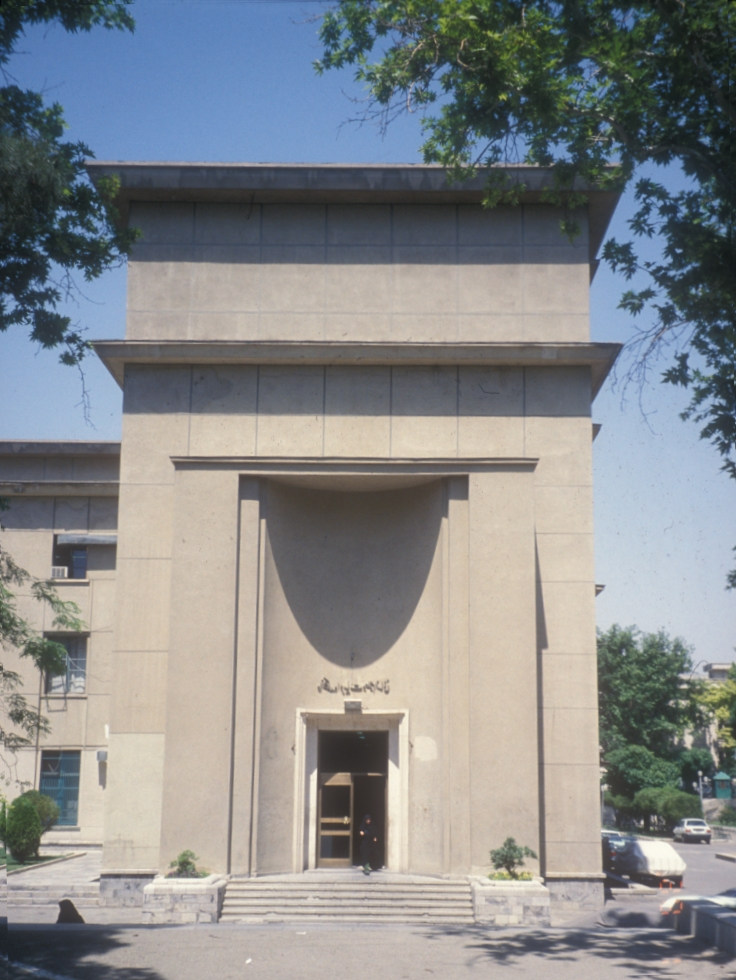
Тегеранський університет
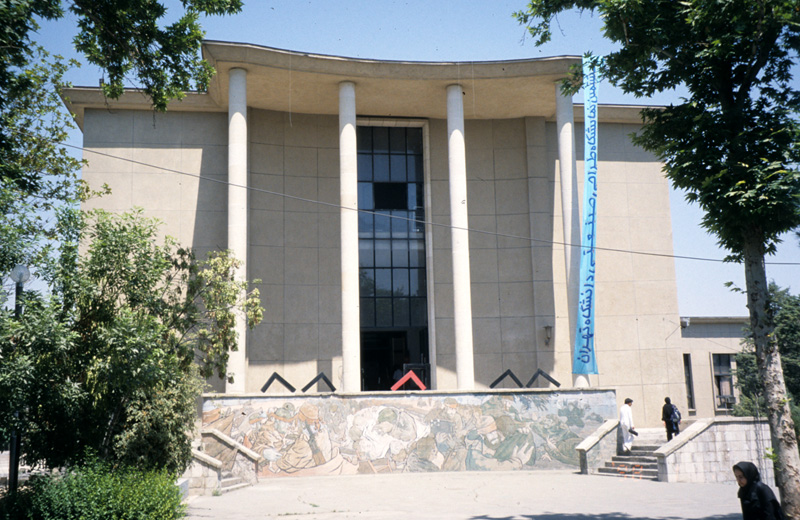
Коледж образотворчих мистецтв
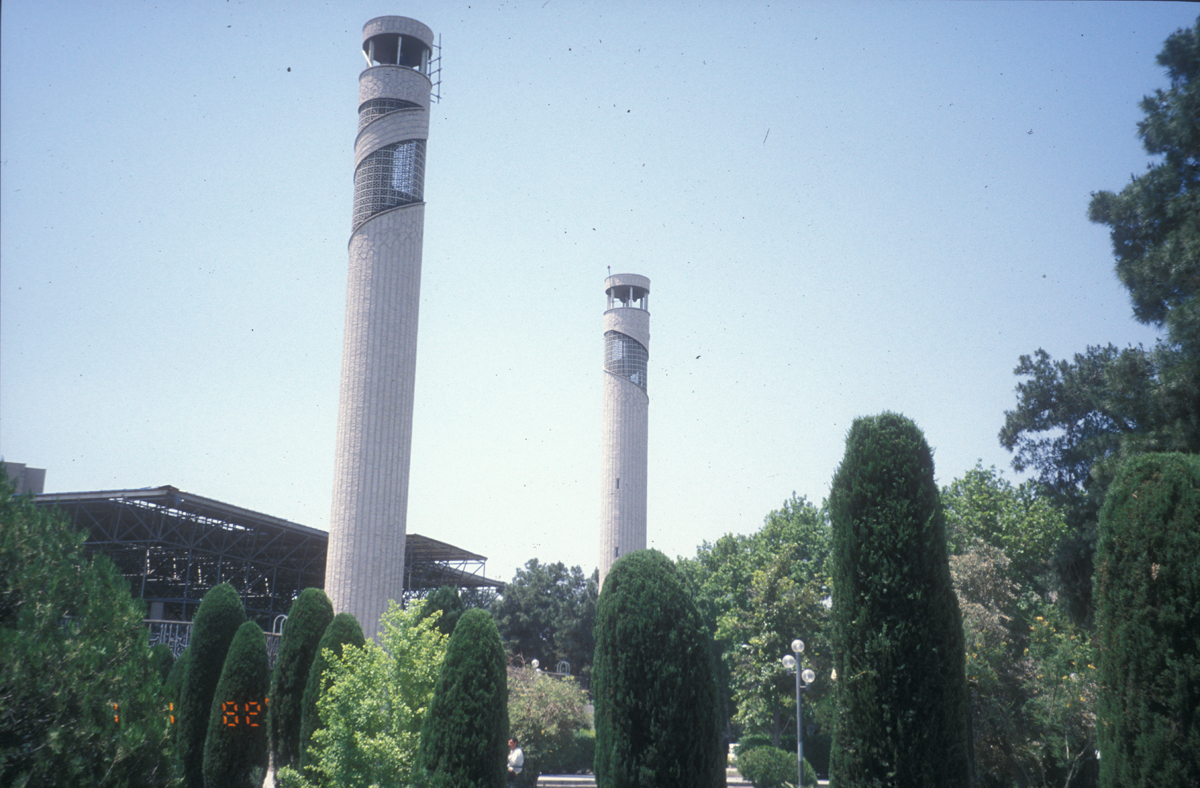
Мінарети мечеті Тегеранського університету

### Парки
Загальна площа парків під управлінням муніципалітету Тегерана становить 1 130 га. Велика кількість старовинних садів у північному Тегерані раніше належали до літніх резиденцій високопоставлених іранських чиновників. Коли вони покинули країну через революцію, уряд взяв на себе відповідальність за моніторинг і утримання цих садів, які було згодом перетворено на громадські парки.
За часів індустріалізації міста, в 1960-х роках, уряд і муніципалітет вирішили контролювати розширення міста шляхом створення в приміській зоні лісових масивів, а з роками вони стали частково перебувати вже в межах міста — на сьогодні це вже 7 300 га лісу, що його оточують. У липні 1973 року іранський парламент ухвалив закон про захист і розширення зелених зон, за яким забороняється неконтрольована вирубка дерев, як це доволі часто спостерігалося в Тегерані. Культура іранського населення тісно пов'язана з природою і сільським господарством, і це притаманно жителям Тегерана, які втішаються відпочинком в парках і беруть участь у програмах з озеленення міста. Ці парки і сади слугують місцями зустрічей, розваг або влаштування пікніків.
У Тегерані є близько 800 парків, великі та доглянуті сквери і парки Тегерана розташовані по всьому місту і є гаванню спокою в шумній метрополії. Найвідоміші парки відпочинку — Данешчжу (в центрі міста поблизу оперного театру), Са'ей і Шатрандж. Парк Меллат, який до революції називався Шахський парк — один з найбільших у місті. Парк Шахрі-Бази (до Ісламської революції називався Луна-парк) — місце атракціонів. Величезний Чітгарский парк на околиці міста розбитий в перському стилі, з мальовничими лісами і штучними озерами, до нього можна дістатися на метро.
У центрі міста поблизу Тегеранського Університету розташований парк Лале. У його східній частині — Музей Сільського Господарства, а в західній частині — Музей Сучасного Мистецтва, на північному заході — Музей Килимів Ірану. Парк Шахр, відкритий 1960 року, розкинувся в південній частині міста, поруч із базаром, він має площу 24,7 га.
В мікрорайоні Ніаваран розташований парк Джамшілія, який лежить біля підніжжя гори. Звідти відкривається красивий краєвид міста. Це один з небагатьох громадських парків побудованих в епоху Пехлеві, в ньому тегеранці проводять свій вільний час і там розташовані відкриті естради та ресторани. Тут же в Ніаварані розташувався, навколо палацу Ніаваран, затишний парк з однойменною назвою. Парк Пардісан більше відомий, як міський зоопарк і знаходиться на північному-заході міста та займає площу в 250 акрів.

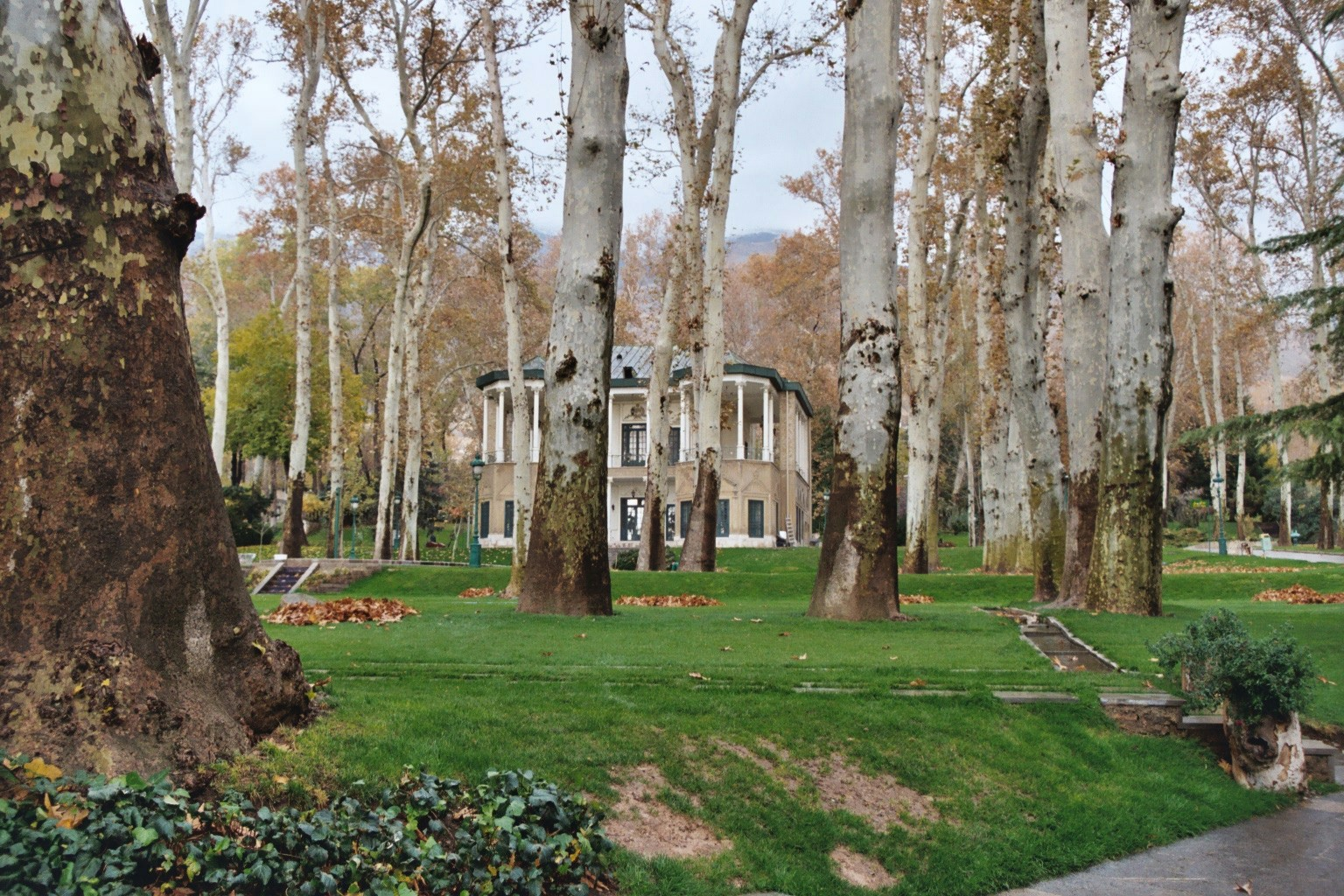
Палац в парку Ніаваран
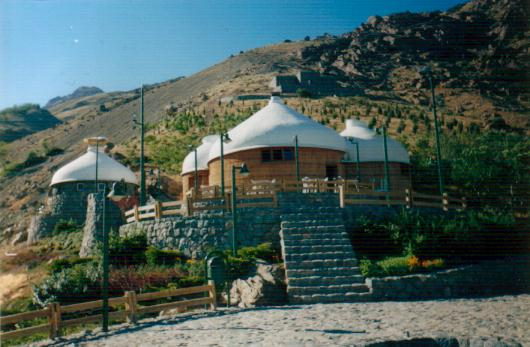
Ресторан в парку Джамшидія

### Торгівля та побутова сфера
У Тегерані багато сучасних і шикарних ресторанів, які пропонують як традиційні, так і сучасні іранські страви. Найпопулярнішою стравою є місті кебаб. Тим не менш, у західному стилі, культура фаст-фудів стає популярною, особливо серед молодого покоління. Піцерії, хот-дожні лавки і кебаб-кухні складають більшість кулінарних пропозицій в місті.
Тегеранський базар (перс. بازار تهران — базарі техрон), його ще називають Гранд Базар (перс. بازار بزرگ — базарі бозорг) — головний міський базар Тегерана, найбільший у світі критий ринок. Тегеранський базар розташований на території однойменного району в 12-му міському окрузі. Базар займає площу близько 3 км², а сукупна довжина його коридорів перевищує 10 км. По суті, ринок — це безпосередній історичний центр столиці Ірану, тому що в VI тисячолітті до нашої ери село Тегеран виникло саме на теперішньому місці сучасного базару. Попри появу в Тегерані нових магазинів і торгових центрів, базар зберігає популярність серед жителів міста і туристів, тим самим продовжує культивувати культуру базару в іранському суспільстві.

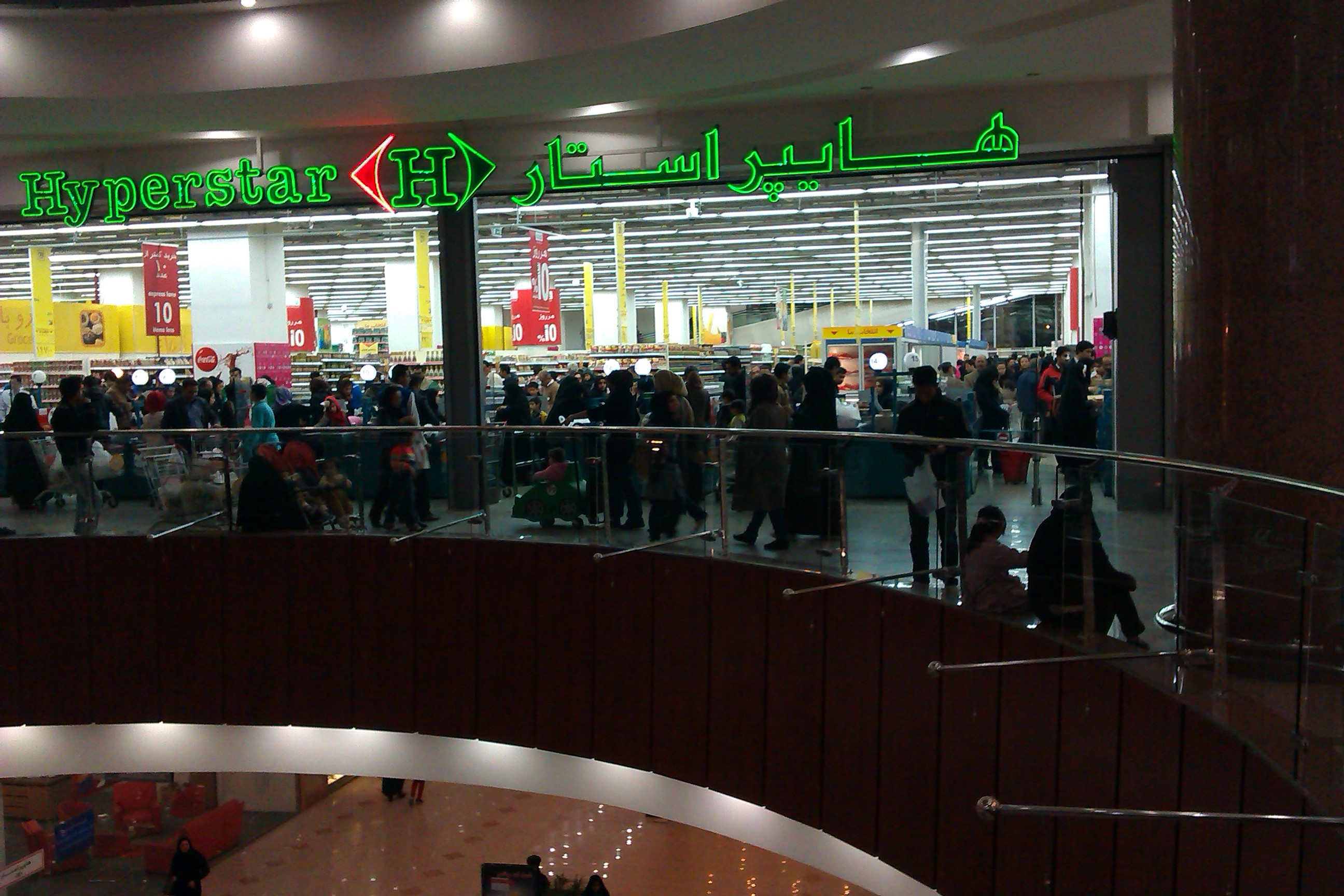
Торговий центр Гіперстар
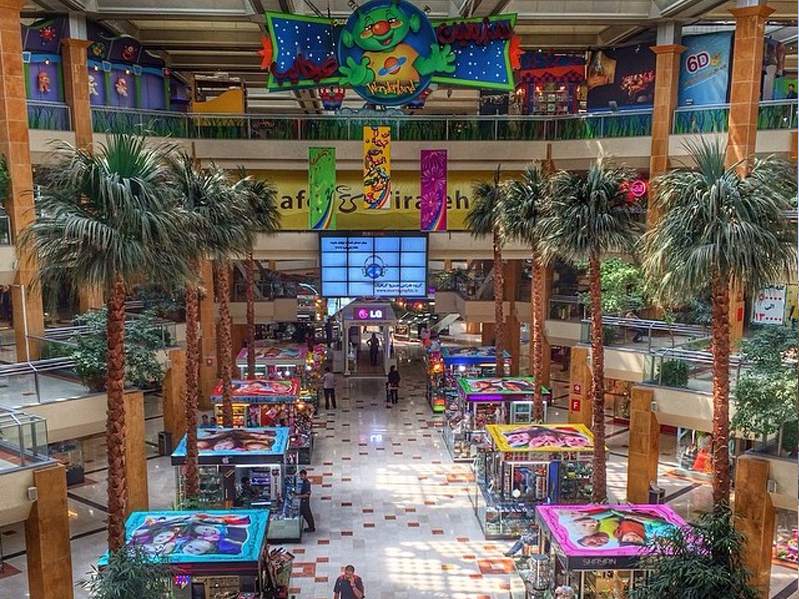
Торговий центр Тіраж
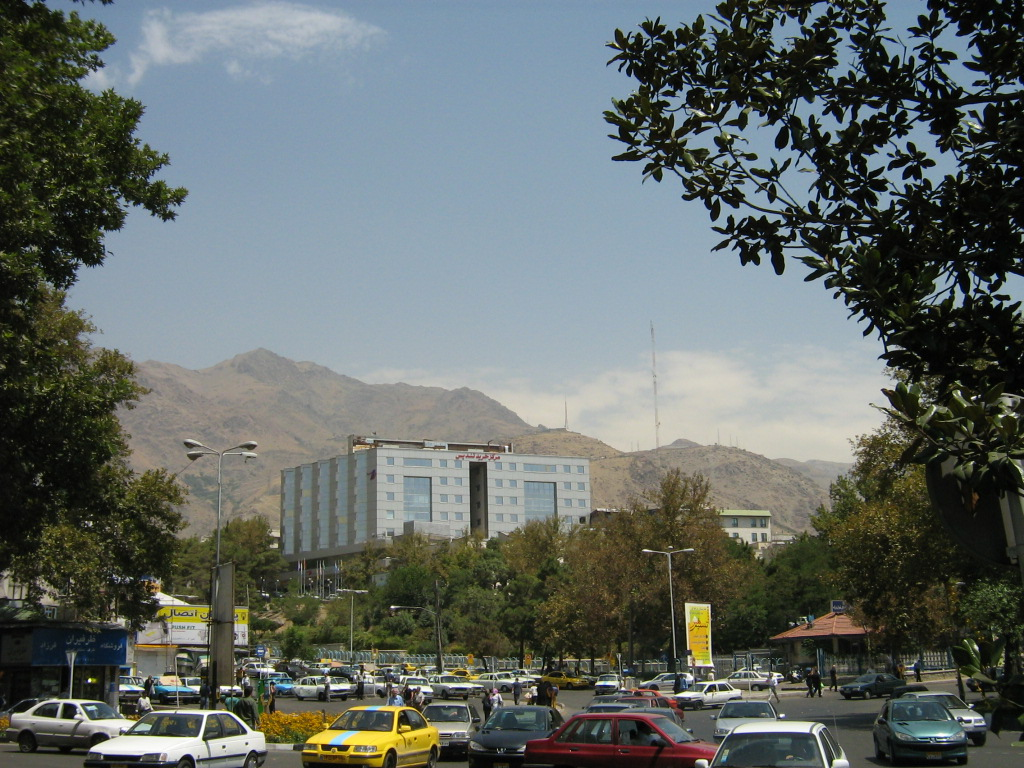
Tandis Mall
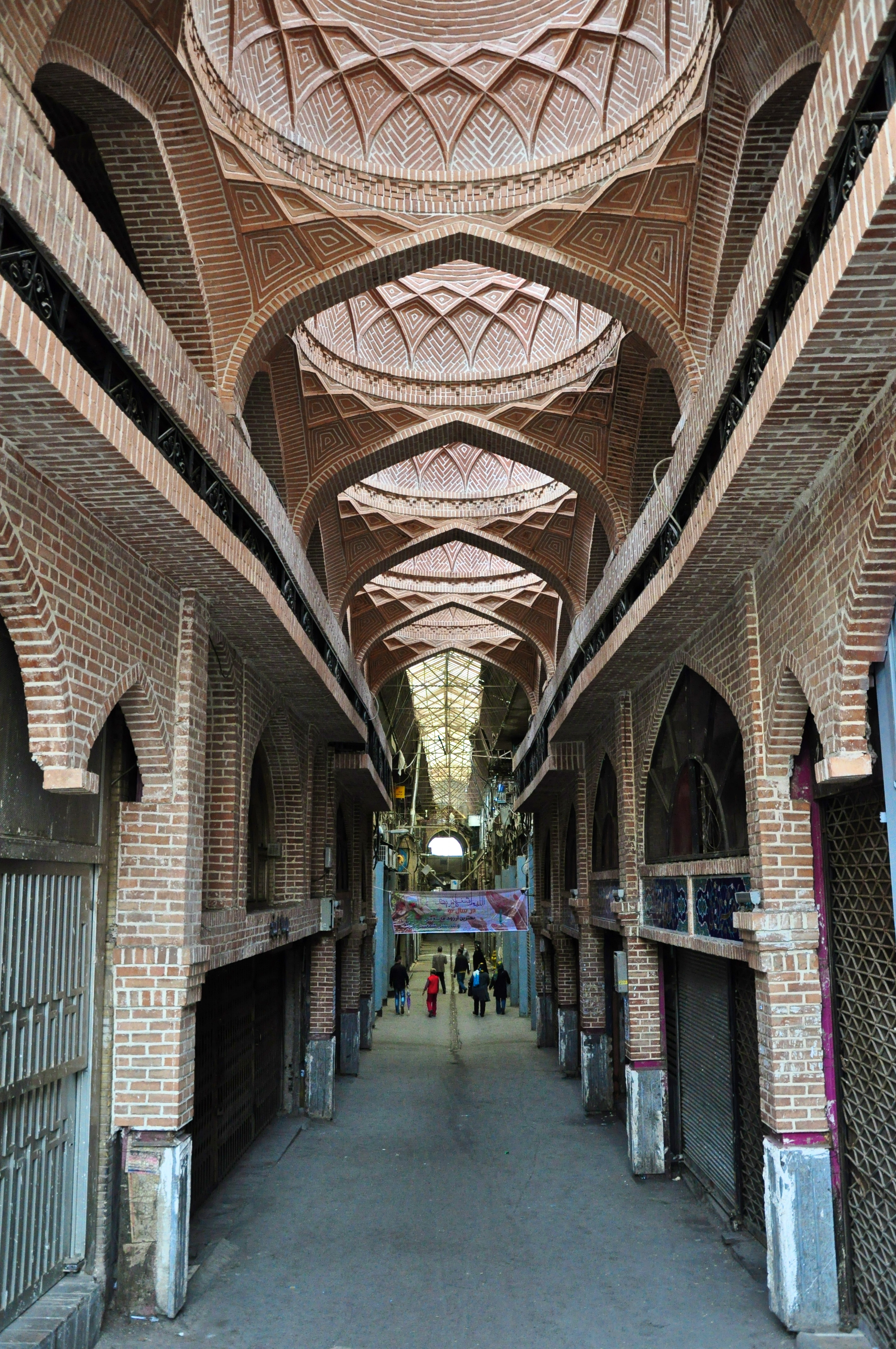
Старий базар

## Транспорт

### Автошляхи
Тегеран — центральний вузол залізниць та шосейних доріг. Тегеран, як і весь Іран, відомий своїми автомобільними дорогами чудової якості. Загальна протяжність шосейних доріг в Тегерані перевищує 280 км, естакад, мостів і розв'язок — 180 км. 130 км доріг і 120 км естакад перебувають у процесі будівництва.
Із заходу до Тегерана підходять три шосе, що фактично дублюють одне одного — «Старе» і «Нове» Кереджське шосе і проспект Фатх. З півдня — проспект Саїді, проспект Шахіда Тондгуяна, проспект Раджаї і проспект Хаваран. Шосе Сулган-Санган виходить з Тегерана на північ через Ельбурс і веде в Мазендеран.
На відміну від більшості інших великих міст Ірану, в Тегерані відсутня кільцева автодорога, замість неї збудовано напів-кільце завдовжки 32 км, що огинає Тегеран з півдня. Великі магістралі «пронизують» Тегеран з півночі на південь і із заходу на схід, серед них Проспект Наваба Сефеві (18 км) і Вулиця Азаді — Енгелаб (41 км).
У Тегерані є центральний автовокзал і 4 додаткових термінали для приміського сполучення. З центрального автовокзалу автобуси ходять практично в кожне місто Ірана за дуже низькими цінами. Є велика кількість агентств таксі. Існує спеціальна служба таксі для жінок. Таксисти працюють тільки в межах міста.

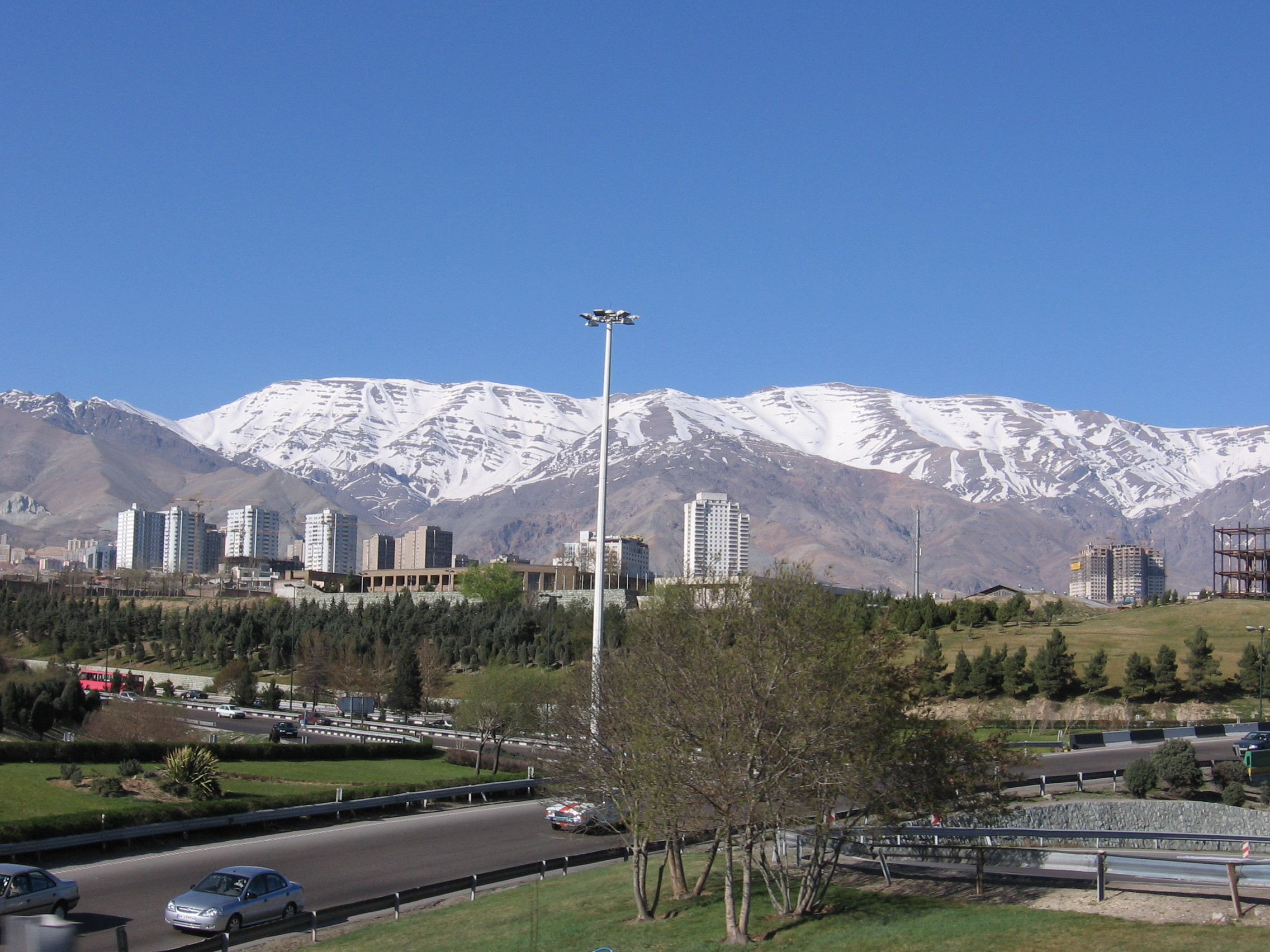
Розв'язка на перетині Шосе Хеммат і Проспекту Шейха Нурі
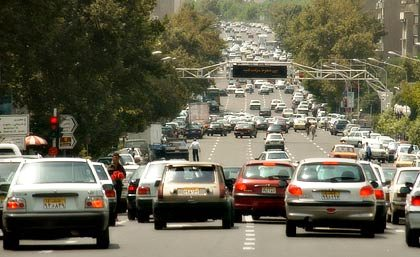
Рух в Тегерані
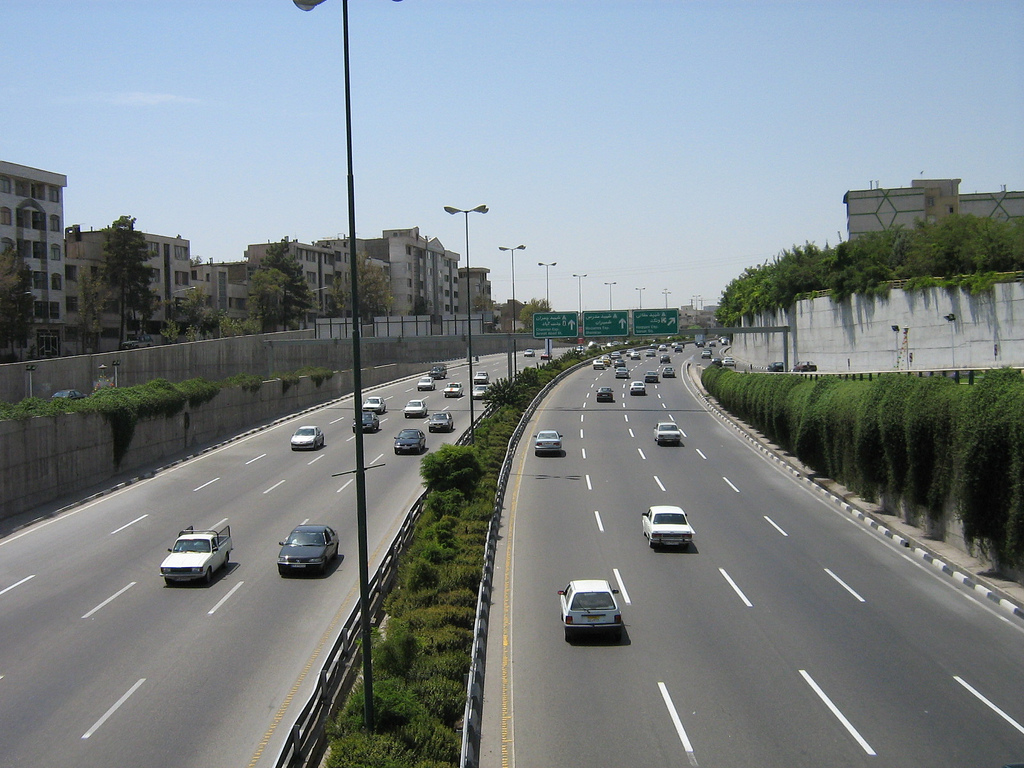
Шосе Хеммат
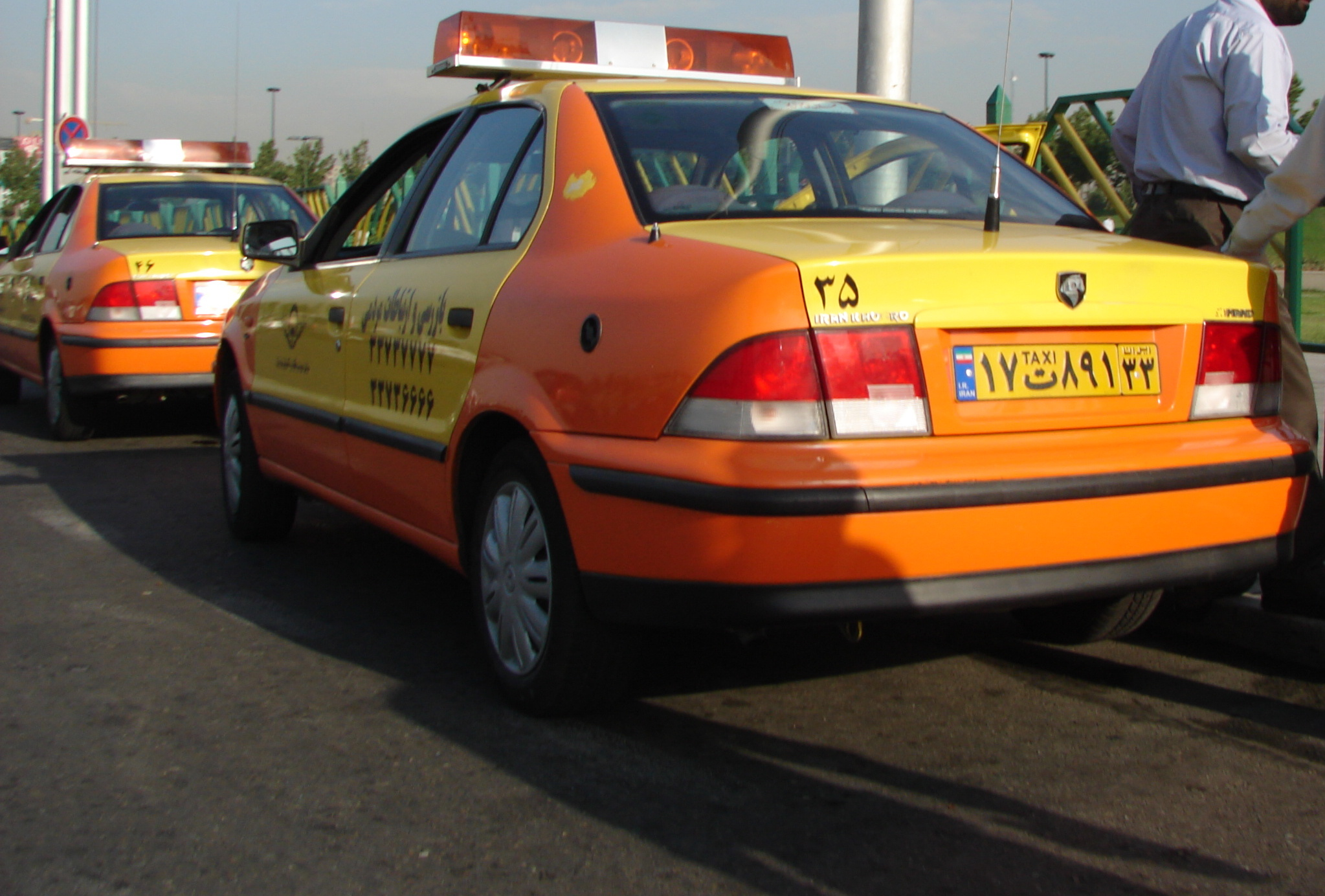
Таксі
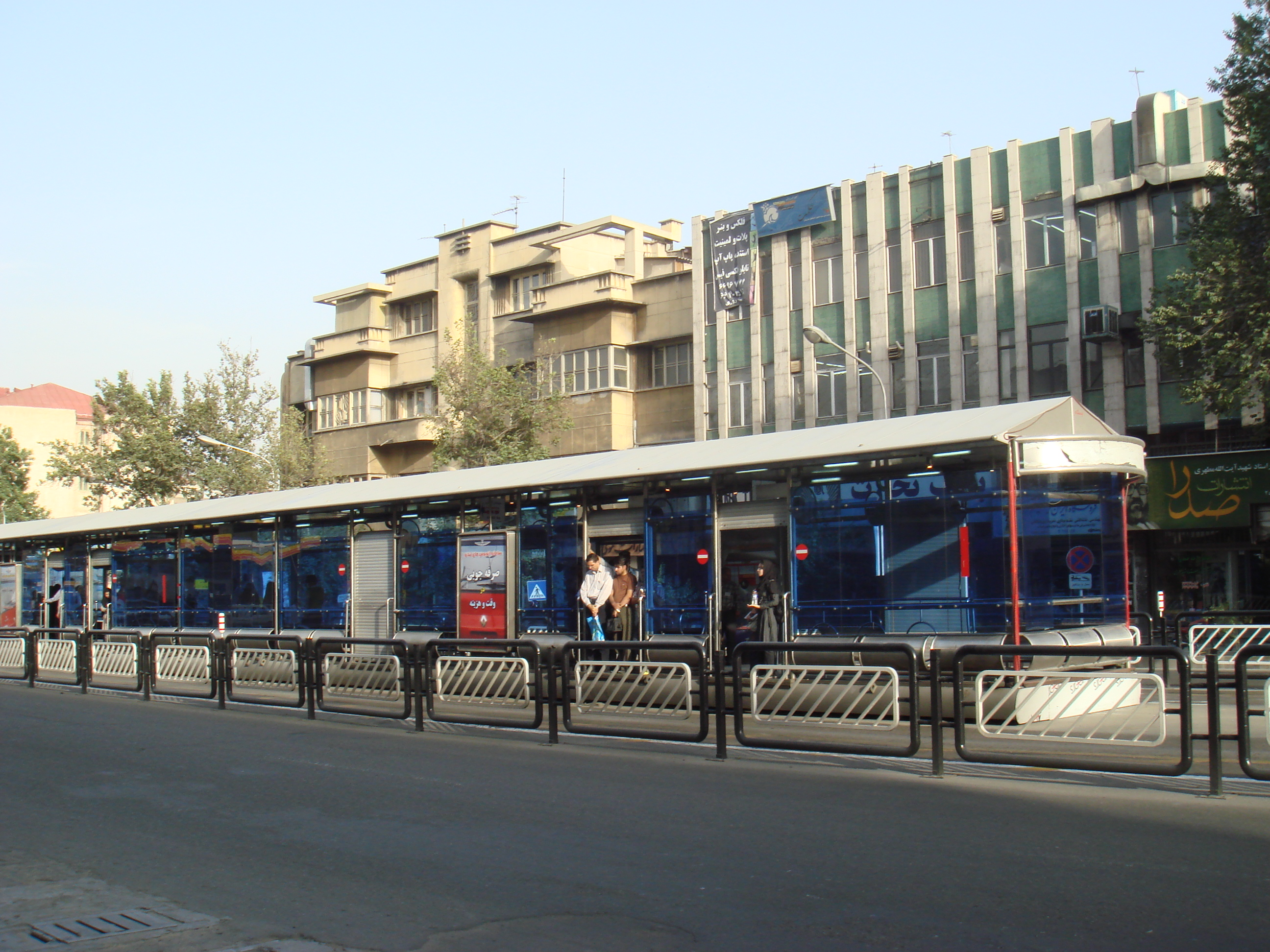
Автобусна зупинка на особливих автобусних маршрутах. Автобуси обладнані лівосторонніми дверима. 2 дверей — 2 черги: окремо для чоловіків та жінок
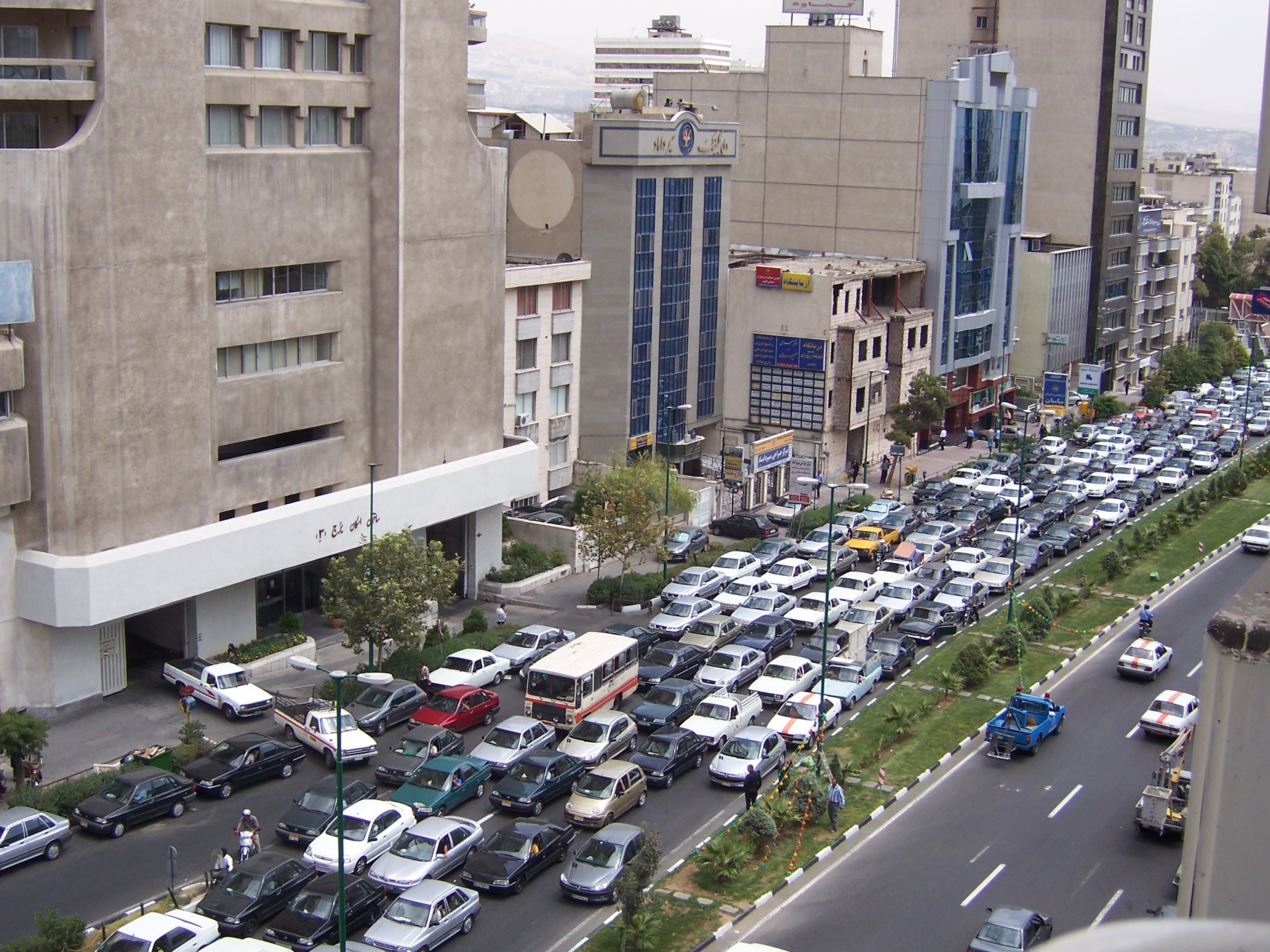
Затор на бульварі Мірдамад
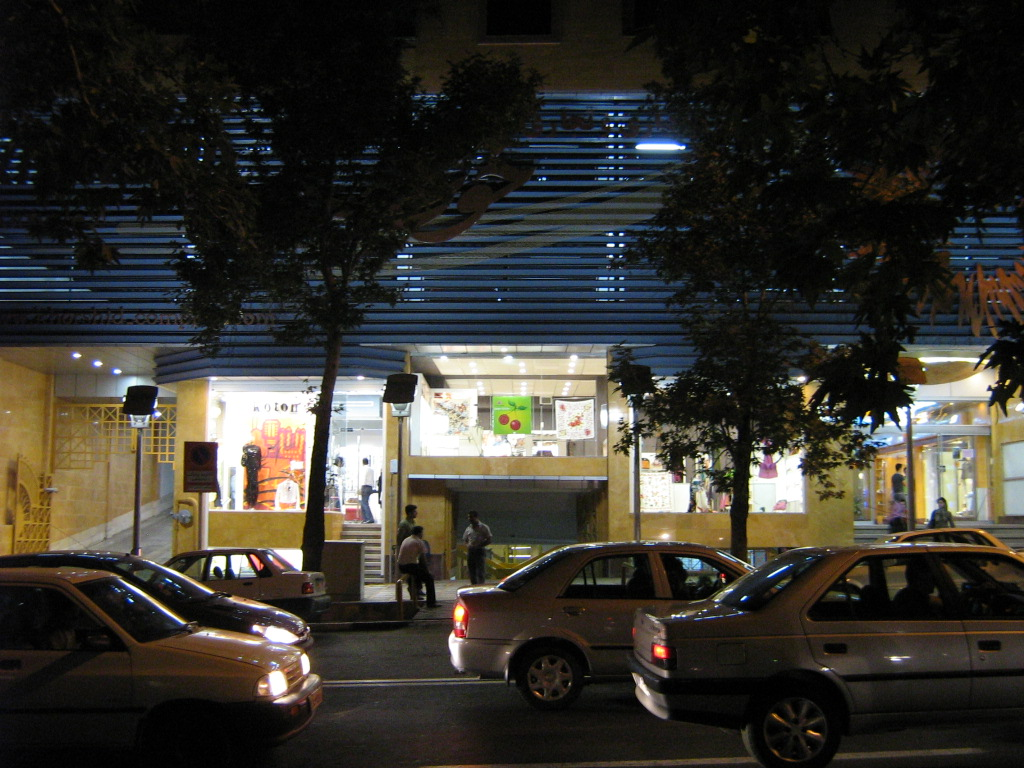
Валі-Аср
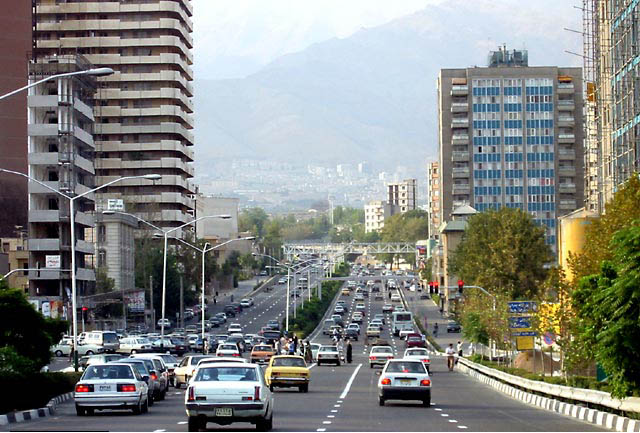
Одна з центральних вулиць
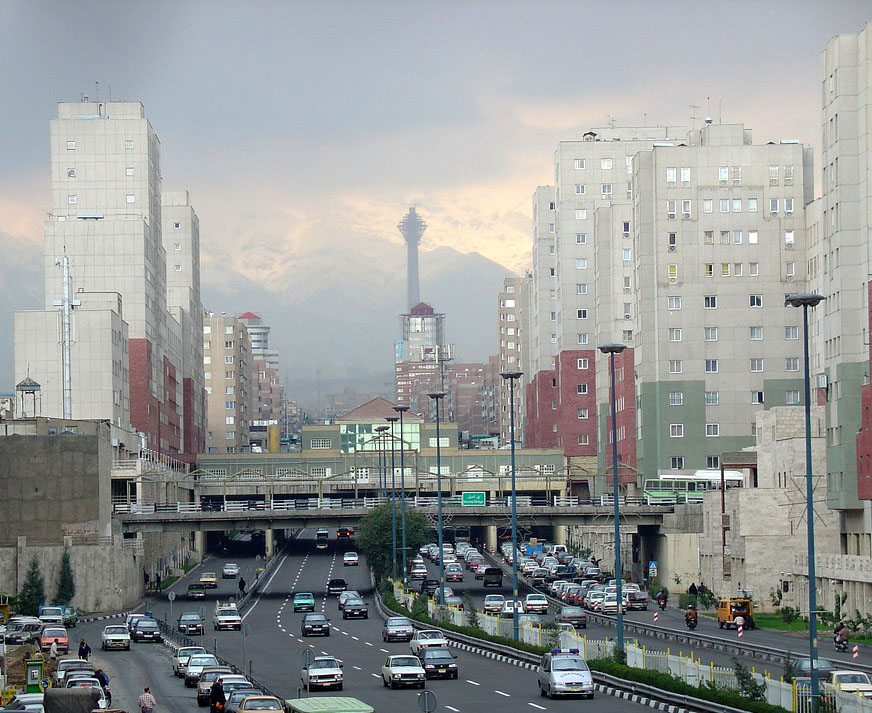
Проспект Навваба Сефеві. Зазвичай повітря дуже забруднене
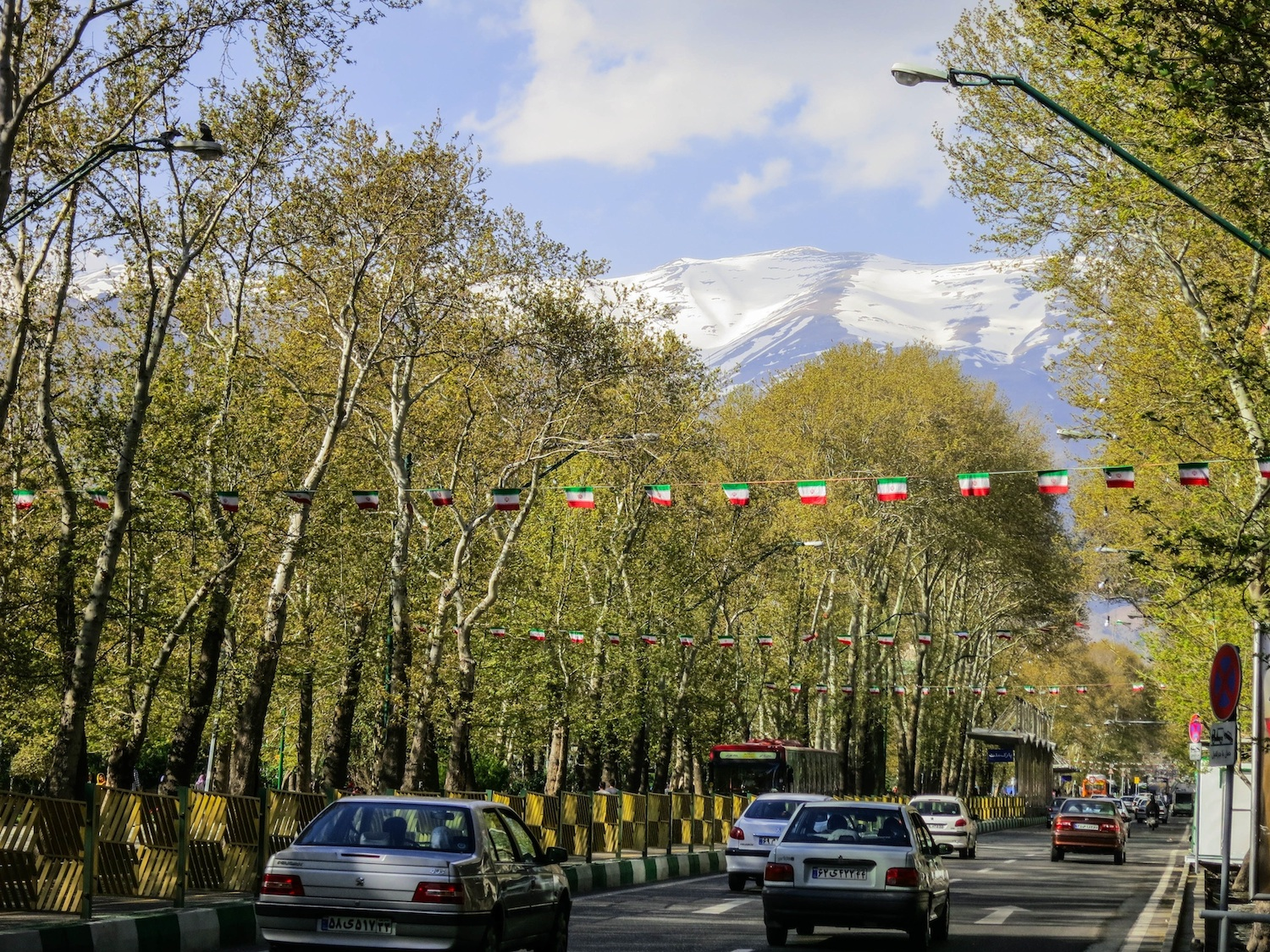
Вулиця Валіаср протягом Наврузу
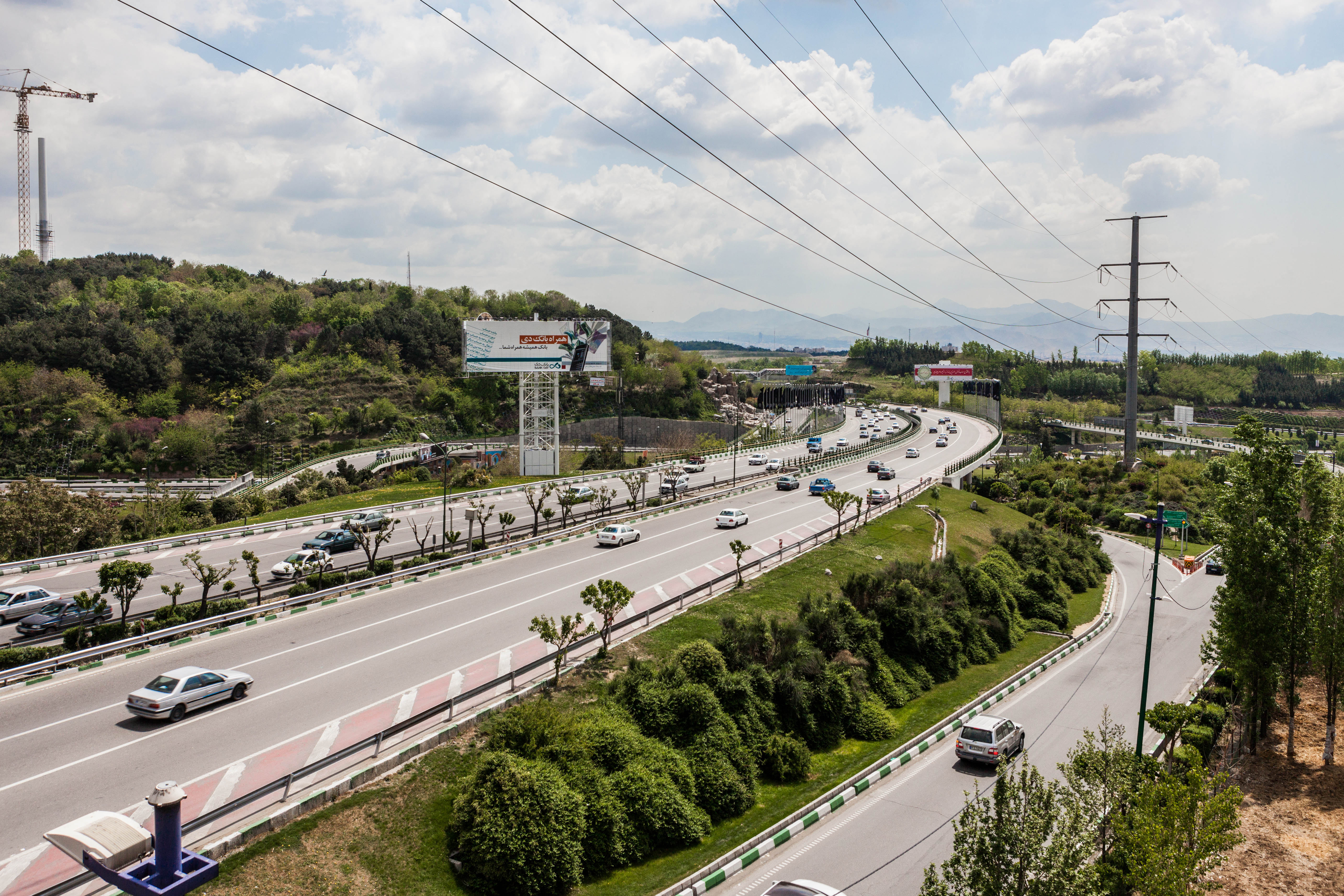
Шосе Хеммат
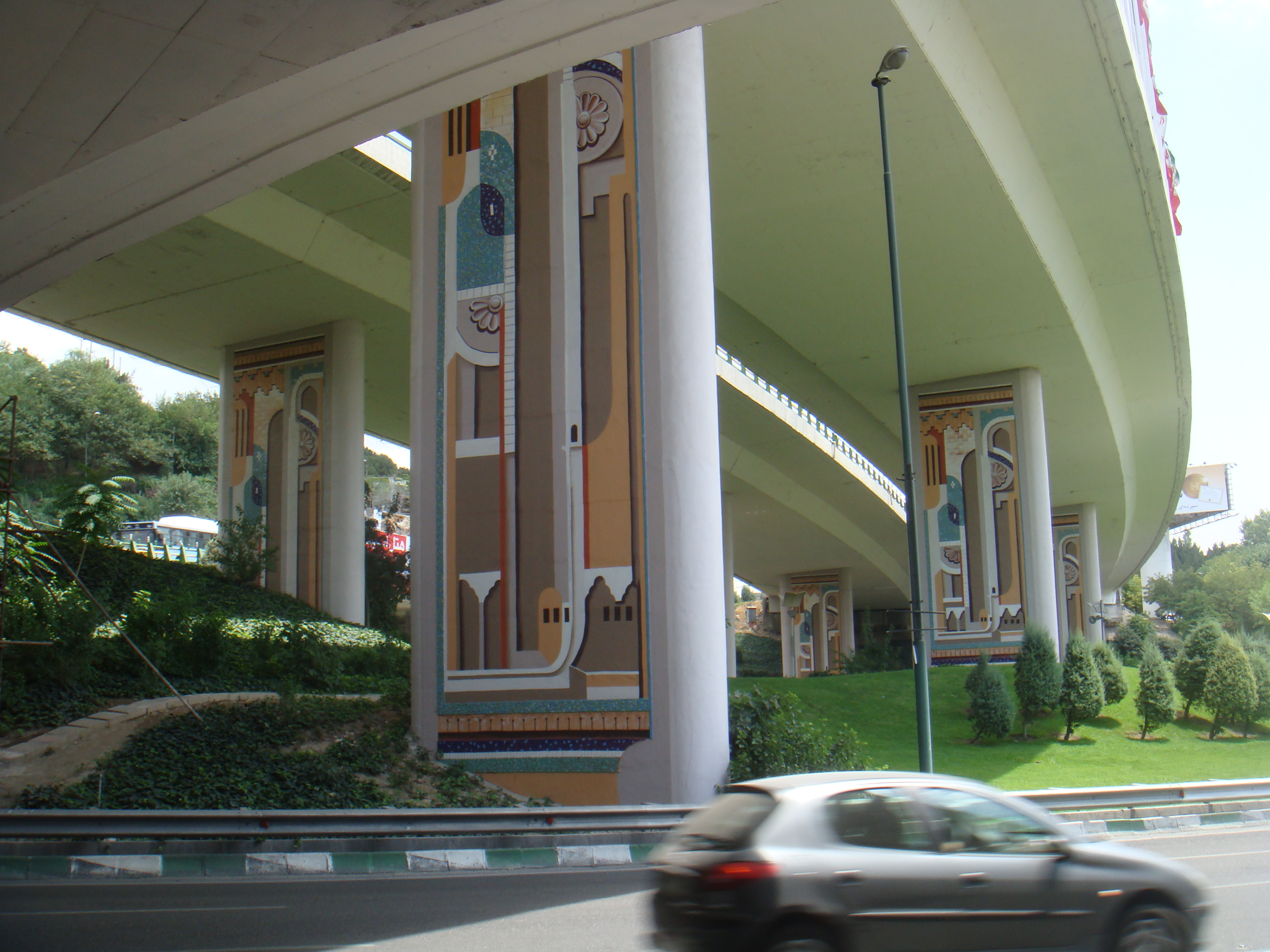
Хеммат
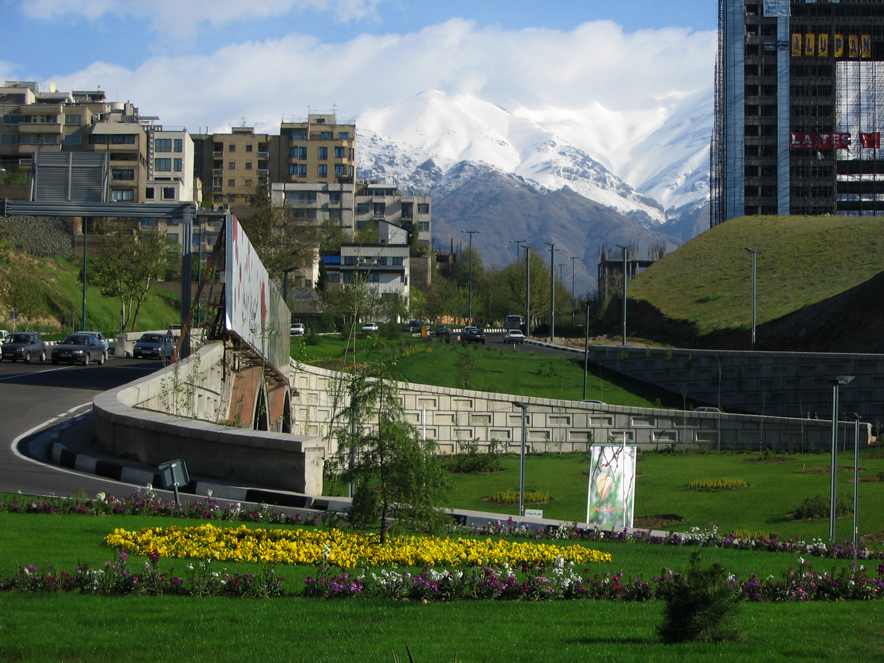
Шосе в Абасабаді
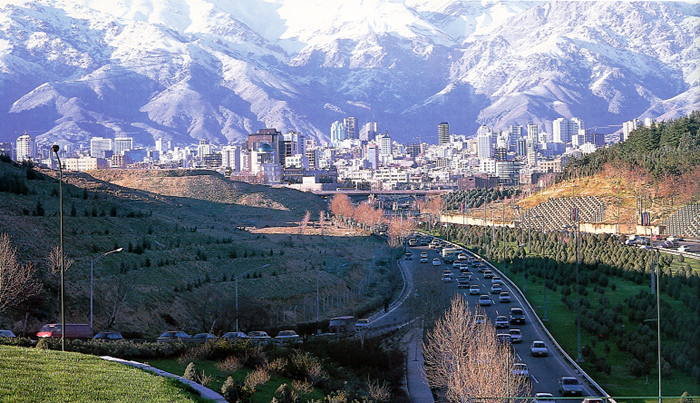
Шосе Модаррес
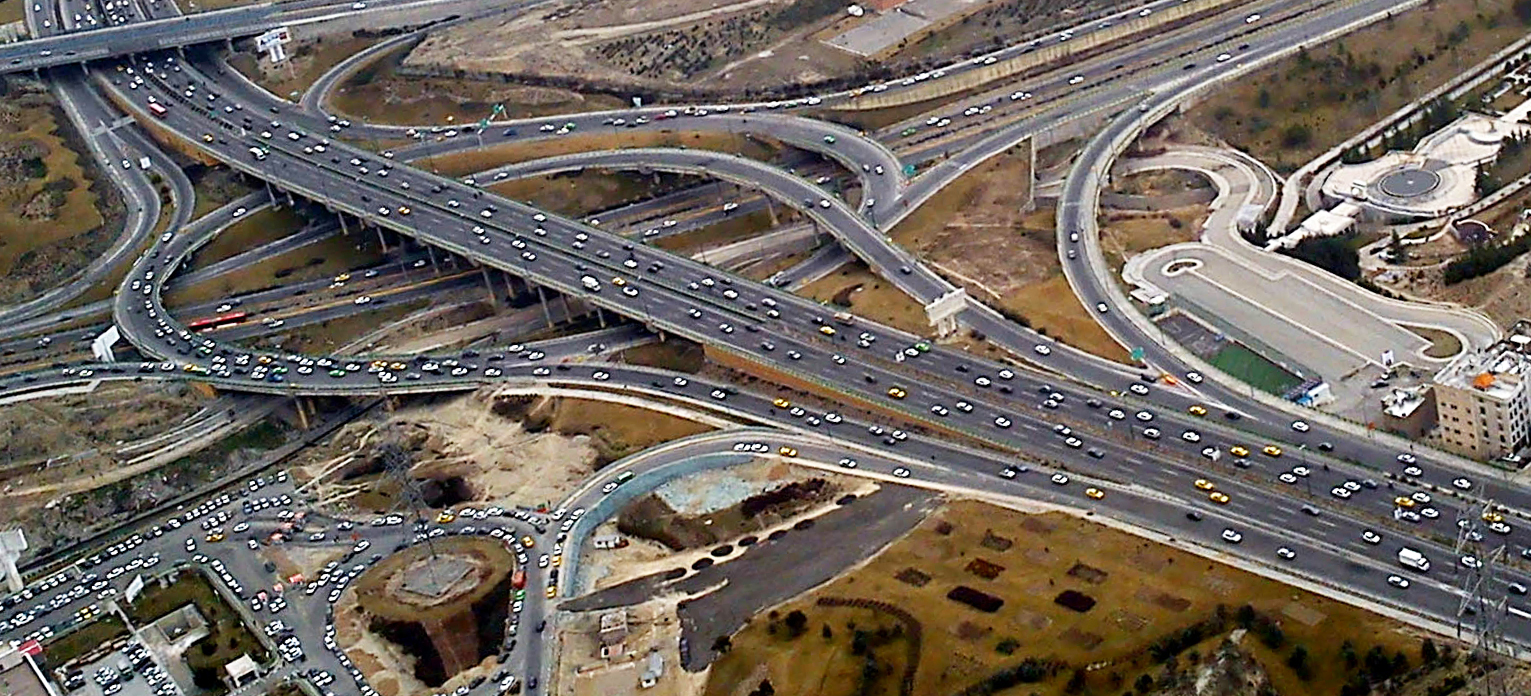
Шосе

### Метро

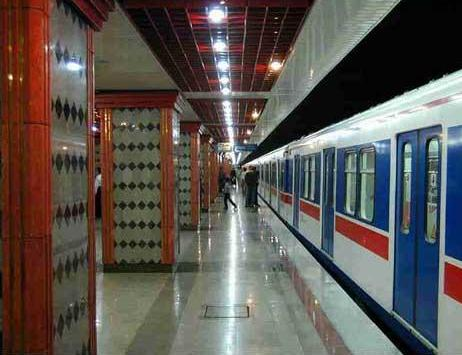
Тегеранське метро

Тегеранський метрополітен працює з 2001 року. В наш час[коли?] діють три лінії, дві з яких фактично є продовженням одна одної і сполучають центральні квартали із західними передмістями і містом Кередж. Ще один рукав йде з півночі на південь, до міста Рей. Загальна протяжність ліній — 90 км. Кількість діючих станцій — 51. Всього найближчими роками планується запустити 5 ліній. Багато станцій метро оздоблено національними орнаментами.

### Залізниця

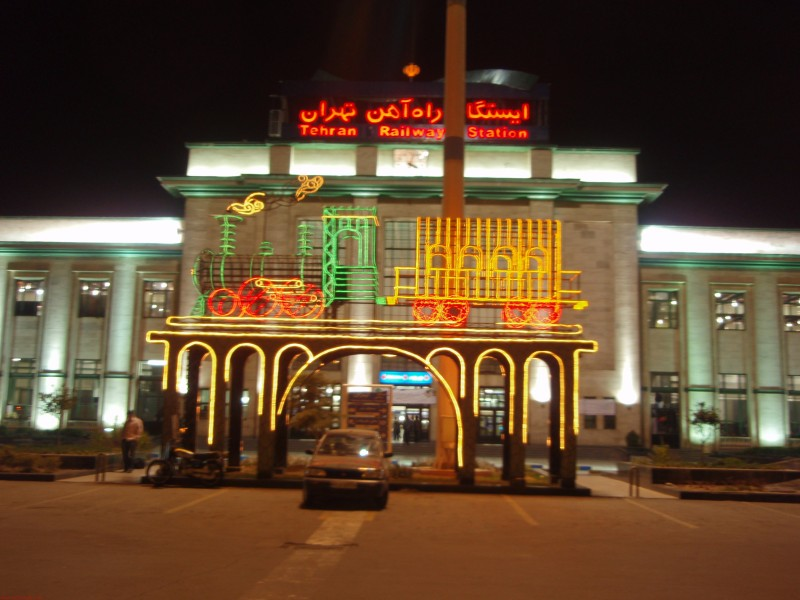
Залізничний вокзал «Істгахе Рах-Охане Тегран»

Центральний залізничний вокзал розташований в районі Джавадіє. Звідси розходяться залізниці до Зенджана і Тебриза на північний захід, до Мешхеда на схід, до Хорремшехра на південний захід і до Єзда і Бендер-Аббаса на південний схід. Будівлю вокзалу побудовано в 1930-х роках за проєктом українсько-польського архітектора Владислава Городецького. Швидкісне залізничне сполучення діє на лінії Тегеран-Кередж.

### Аеропорти

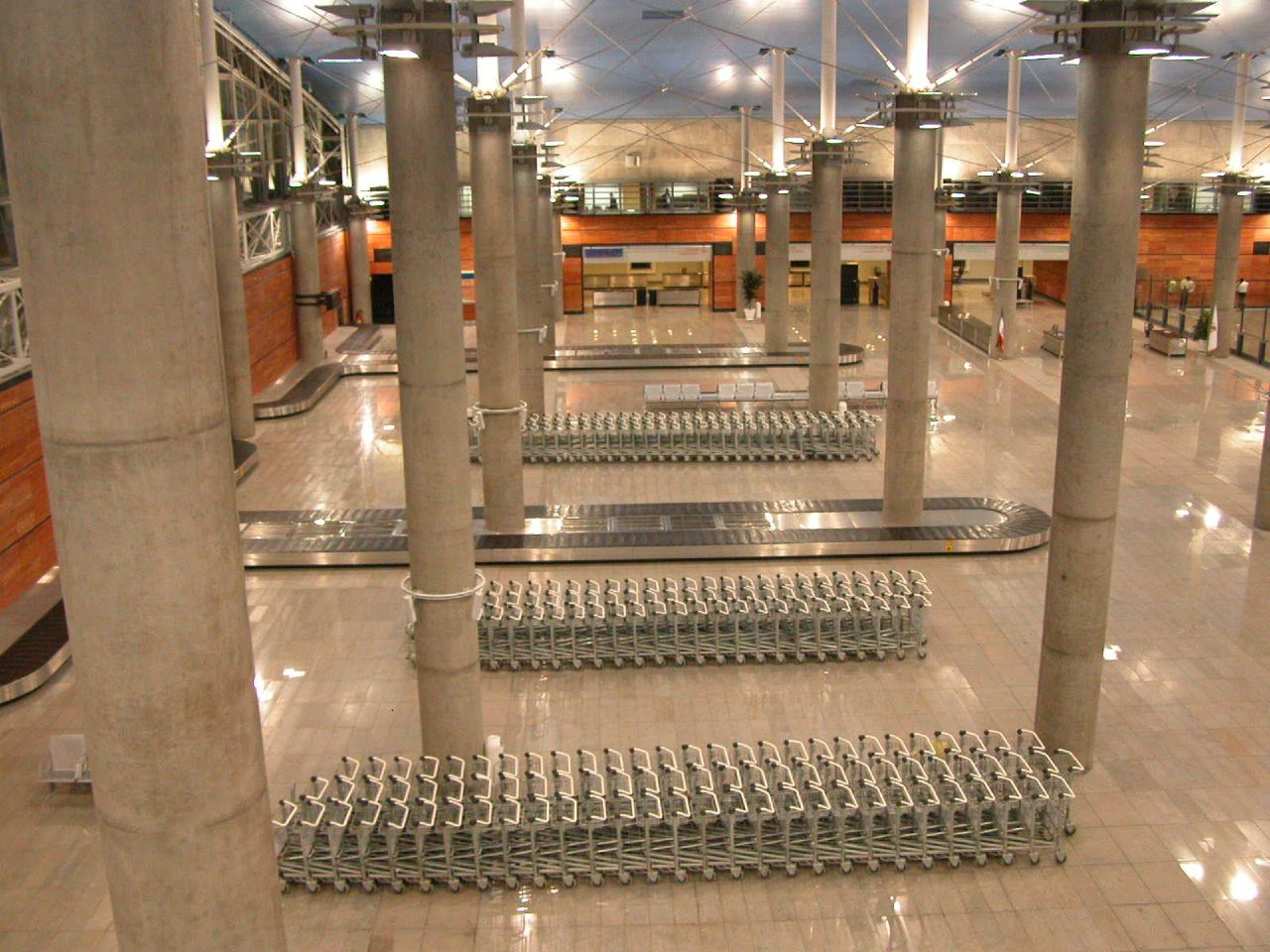
Міжнародний аеропорт імама Хомейні, внутрішнє оздоблення

Тегеран обслуговують два великі аеропорти. Старий аеропорт Мехрабад розташований на заході Тегерана в межах міста, до осені 2007 він обслуговував практично всі міжнародні рейси. За сумісництвом Мехрабад — база Військово-повітряних сил Ірану.
Основну частину рейсів переведено в новий аеропорт імені Імама Хомейні, побудований за 30 кілометрів на південь від Тегерана. До «Хомейні» ще не підведено гілку метро, але з Тегераном його пов'язують швидкісна автомагістраль і залізниця.

## Культура

### Музеї
Найзнаменитіший музей міста — Археологічний музей. Музей Абгіне присвячений горщикам і кераміці. У Музеї Рези Аббасі зберігаються зразки живопису і каліграфії. При Музеї килимів працює школа килимарства, в музеї зібрано унікальні килими. У Національному музеї (Іран Бастан Музеум) зберігаються археологічні знахідки доісламського Ірану.
У місті є Антропологічний музей, Музей ісламського мистецтва, Музей скла та кераміки з дорогоцінними виробами з кришталю, перламутру, золота і лазуриту. Особливо виділяється музей шахських коштовностей Центрального банку Ірану. У ньому зберігаються також корони шахів Пехлеві.
Саадабад — палац, що розташований в районі Шеміран. Комплекс складається з декількох палаців і павільйонів, в деяких з них розміщена Іранська організація культурної спадщини. У палаці Шахрам розмістився Військовий музей, а в інших павільйонах — Музей води, Музей образотворчих мистецтв, музей Бехзад та інші.

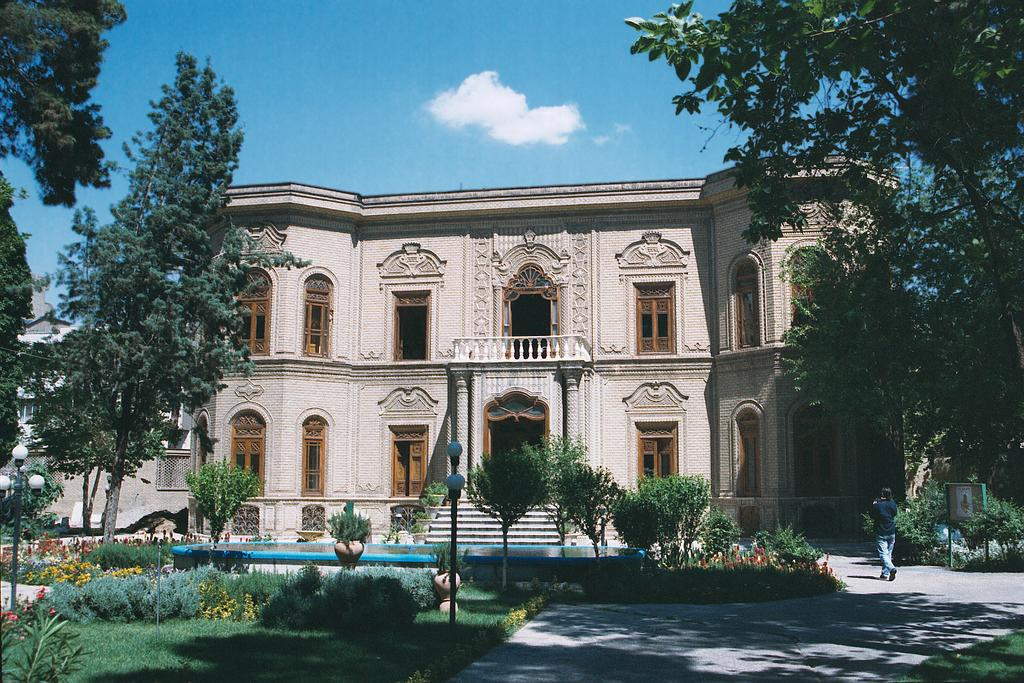
Музей скла та кераміки
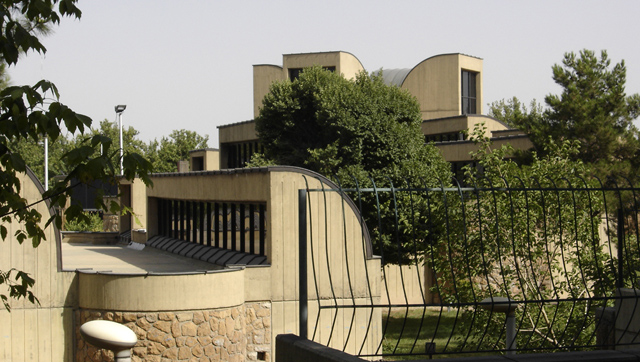
Музей сучасного мистецтва
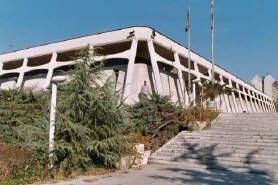
Музей килимів
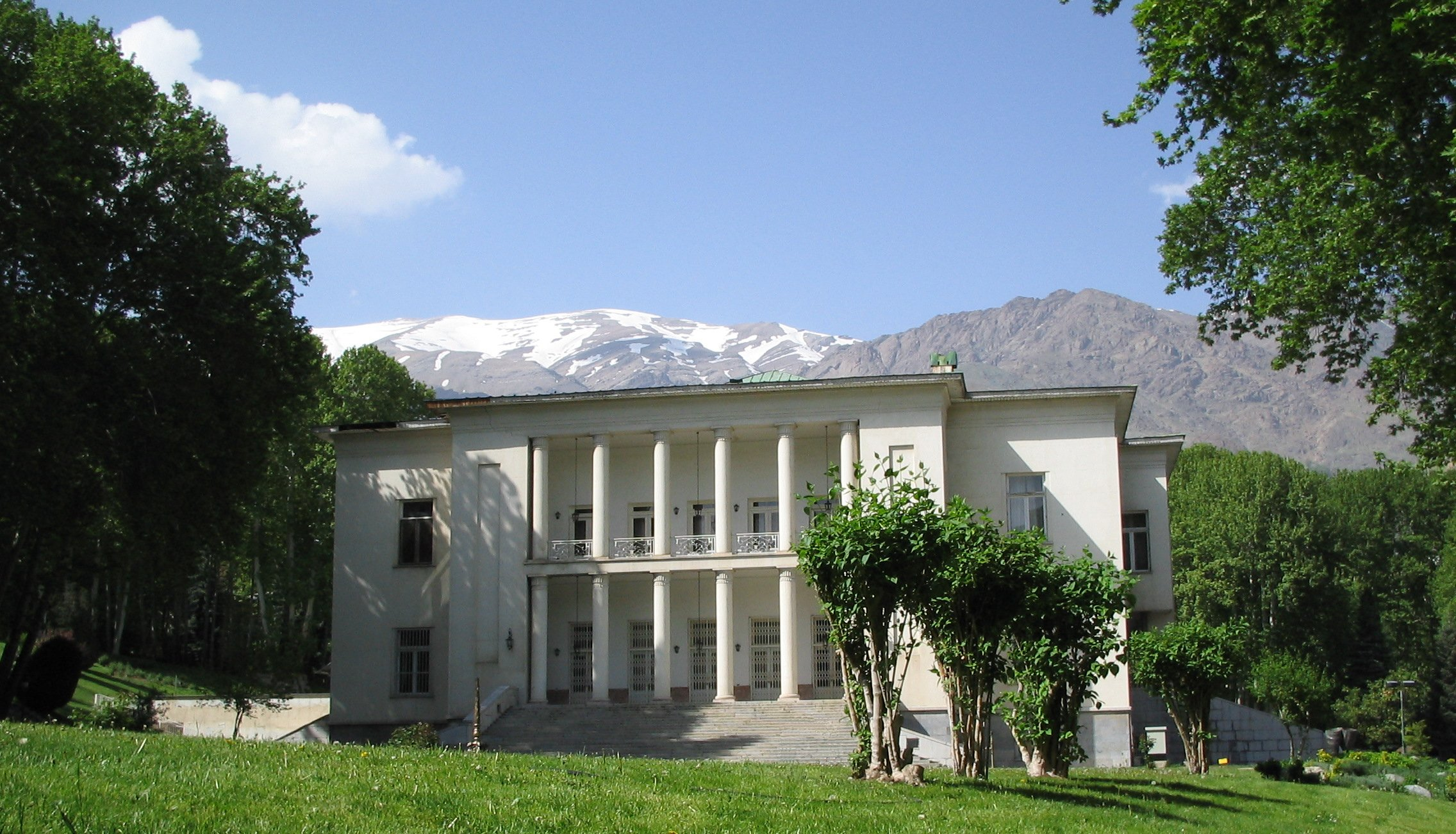
«Білий палац» в Саадабаді з виглядом на гору Точал
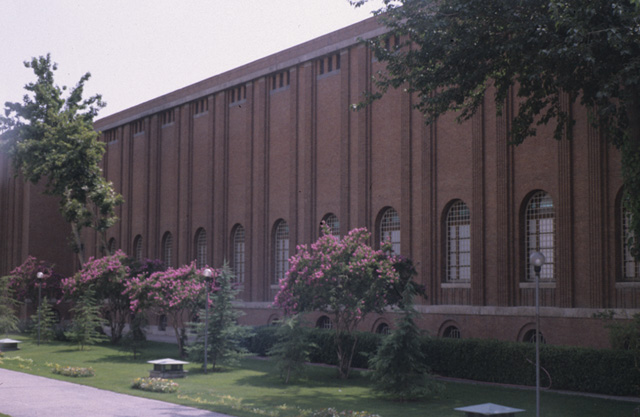
Фасад Національного музею, створений французьким архітектором Андре Годаром і завершений 1937 року
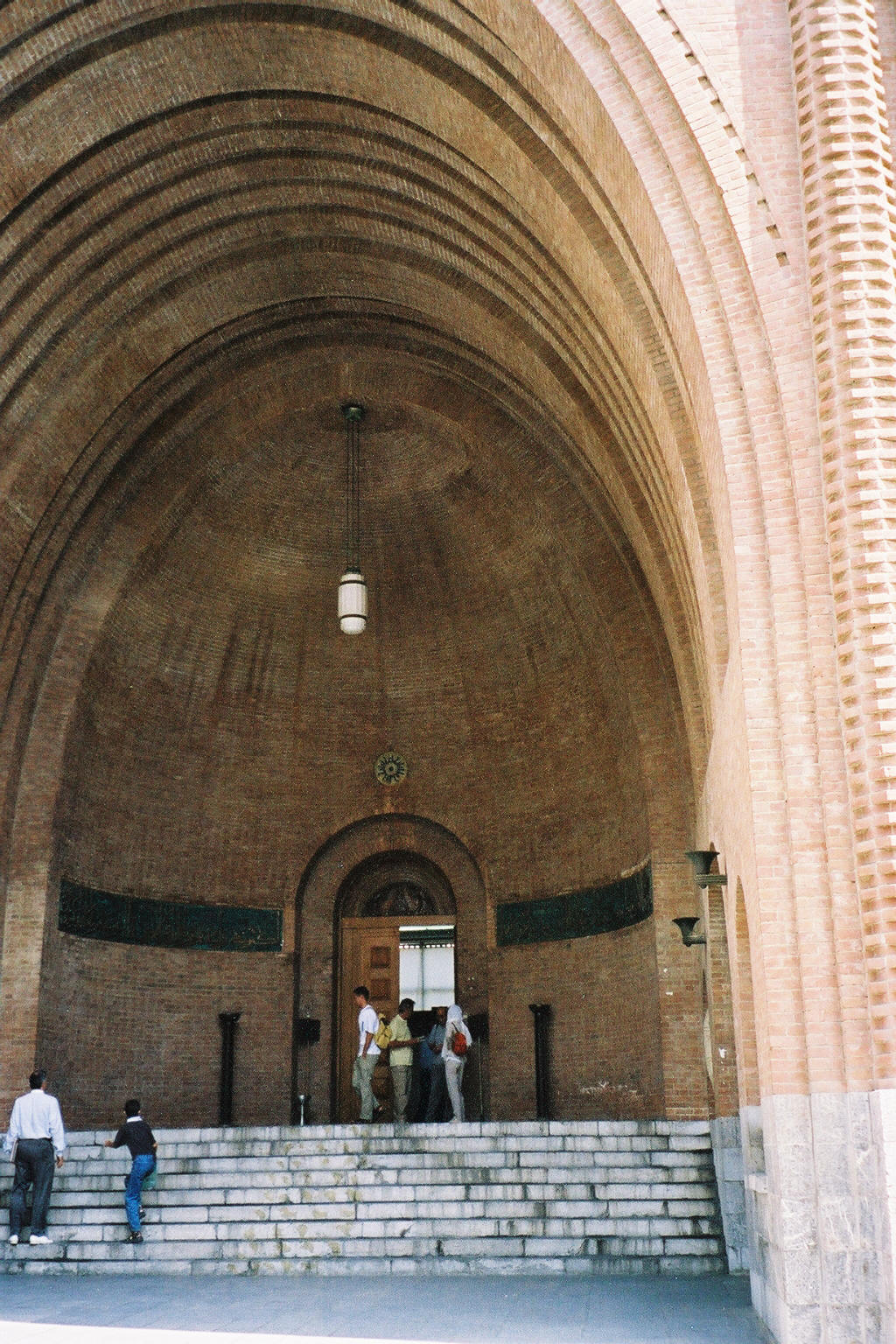
Вхід до Національного музею, арка імітує стиль сасанідів

### Мистецтво
Є центром сучасного іранського живопису. Місто уславлено творчістю Гасема Хаджізаде, Ейдіна Агдашлу, Мухаммад Алі Тарагіджаха, Тахи Бехбахані, Хосейна Кашіана.

## Спорт
Майже всі види спорту, які культивують в Ірані — представлені в Тегерані. Тут проживають та тренуються більша половина іранських спортовців. На спортивних майданчиках міста виступає найбільша кількість спортивних команд Ірану, а також більшість національних команд країни. Більшість спортивних федерацій Ірану розмістили свої штаб-квартири в місті та його околицях. VII Літні Азійські ігри відбулися в Тегерані в 1974 році. У них взяли участь 3 010 спортсменів з 25 країн світу. Щоб їх розмістити, на північно-заході Тегерана було побудовано олімпійське селище.
У Тегерані розташований найбільший в Ірані, та 5-й за розміром у світі, Стадіон Азаді («Свобода»), що вміщує до 100 000 глядачів, де проводить свої ігри збірна Ірану з футболу та відбуваються чисельні спортивні та суспільно-мистецькі заходи. Там же проходять найважливіші ігри іранської футбольної прем'єр-ліги. Інші великі арени: «Шахід Дастгерді», «Шахід Шіруді» і «Тахта». В іранській прем'єр-лізі виступають сім тегеранський команд: «Естегляль», «Персеполіс» (Пірузі), Саба Баттері, Пайкан, Рах Ахан (команда Залізниці), «Паас-Тегеран», Сайпа (команда з Кередж — передмістя Тегерана).
Неподалік від міських кварталів Шеміран і Дербенд розташований гірськолижний курорт. Гірськолижний комплекс обладнаний на горі Точал і є 5-м у світі за висотою, його побудовано 1976 року. Найвищу точку комплексу (3730 м) з'єднує з мікрорайоном Дербенд 8-кілометрова канатна дорога. Біля підніжжя Точал розташовані готелі. Поблизу Тегерана розташовані також гірськолижні курорти Дізін (де відбувся чемпіонат світу зі сноубордингу) і курорт Шемшак. У приміському містечку Аб-Алі окрім гірськолижних спусків є тенісні корти, іподром.

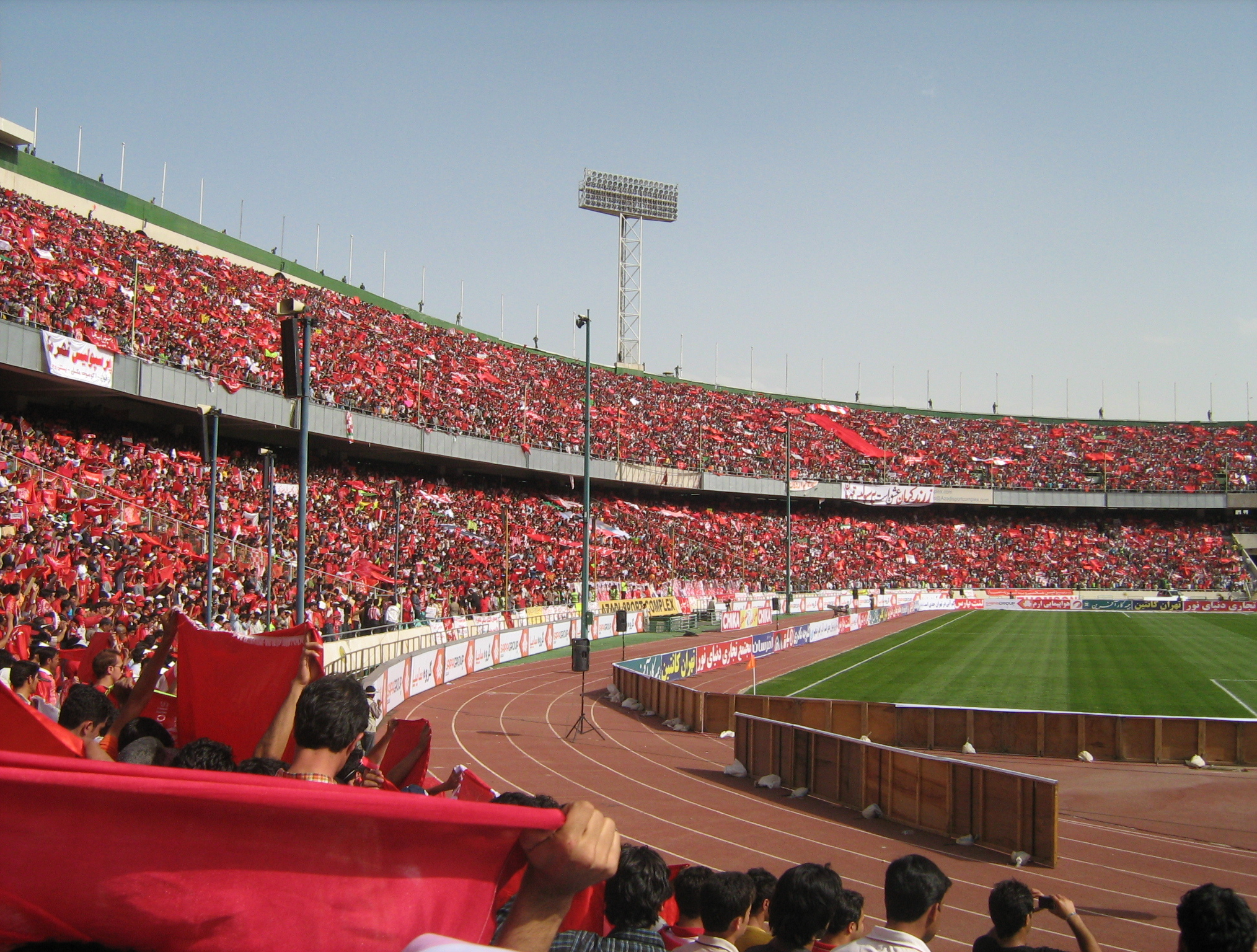
Уболівальники столичного ФК «Персеполіс» («Червона армія») на стадіоні Азаді
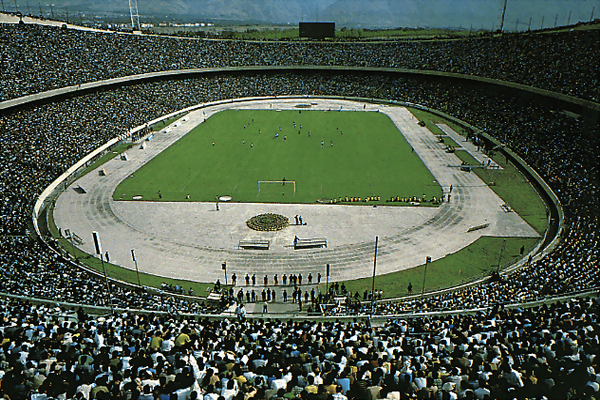
Стадіон Азаді
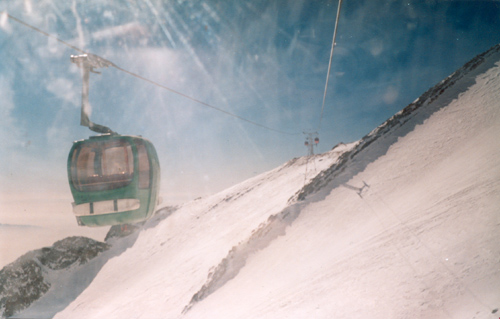
Підвісна дорога на гору Точал
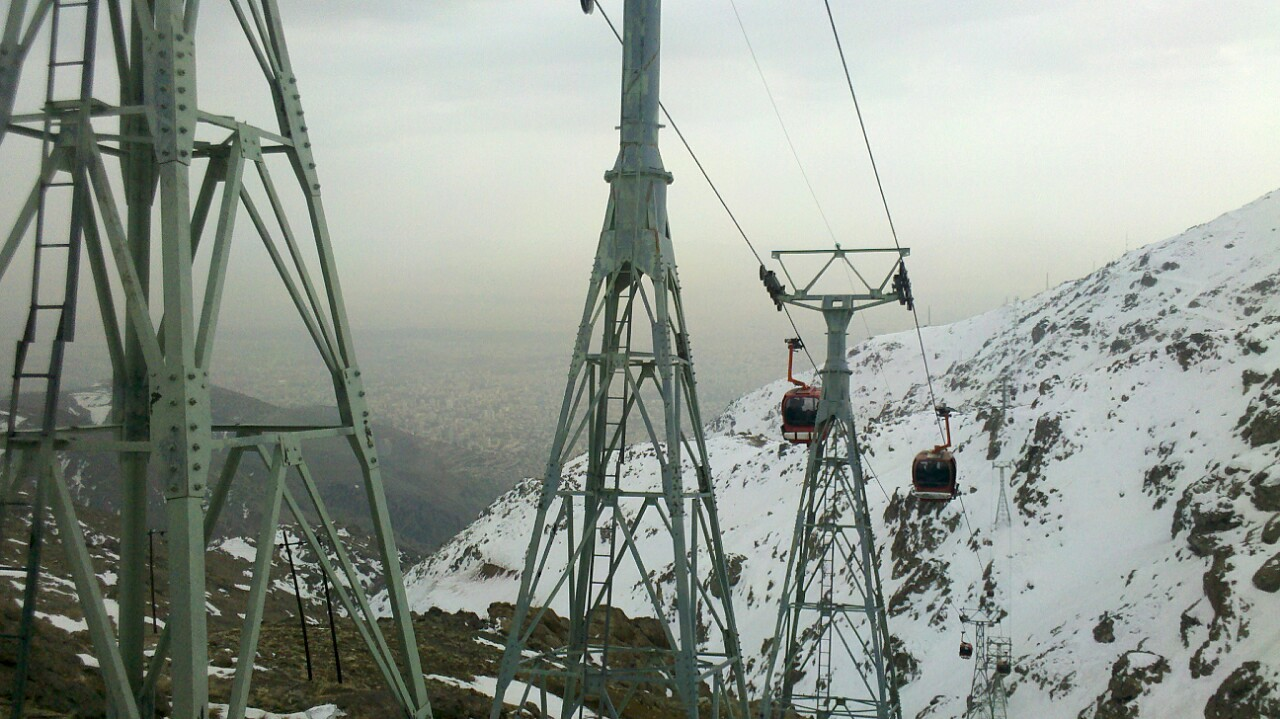
Підвісна дорога на гору Точал
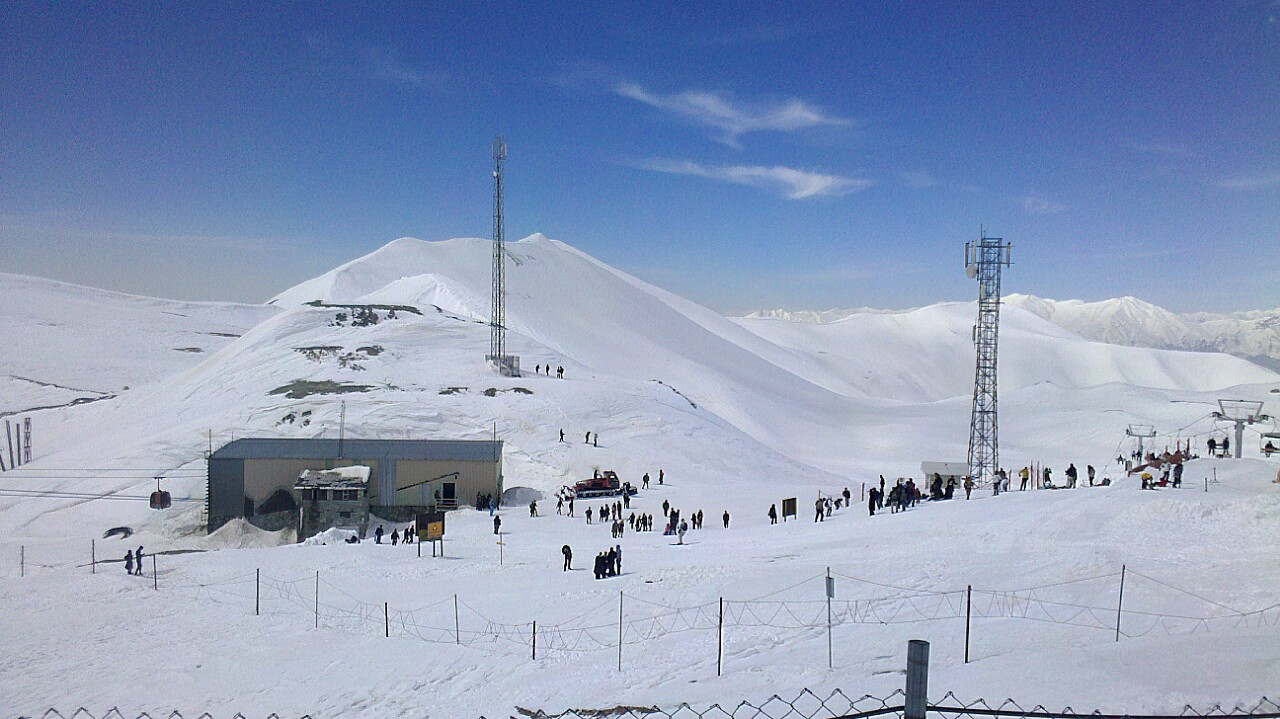
Підвісна дорога на гору Точал

## Засоби масової інформації
Найбільше новинне агентство в Ірані — ІРНА (Інформаційне агентство Ісламської республіки, irna.ir), засноване 1934 року. Інші інформаційні агентства — «Фарс» (farsnews.ir, «Мехр» (mehrnews.com. Опозиційне владі новинне агентство «Іран-дохт» (irandokht.com міститься в Каліфорнії, але має можливість мовлення на Тегеран.
Основні щоденні періодичні видання: «Джомхурі-є Ісламі-є Ресалат», «Кейхан», «Ахбар» і «Еттелаат». «Tehran Times», «Kayhan International», «Iran Daily», «Iran News» виходять англійською мовою. Найпопулярніша в Ірані газета «Хамшехрі» також виходить в Тегерані. Видання засноване в 1992 столичним муніципалітетом. Газета «Іран» — єдине державне щоденне видання. Її видає Інформаційне агентство Ірану ІРНА.
За телебачення і радіомовлення відповідає також державна «Організація з телерадіомовлення Ісламської Республіки Іран» (IRIB, irib.ir, під орудою якої перебувають 13 телеканалів і 8 радіостанцій. Окрім Ірану IRIB транслює програми на інші країни, серед яких Росія, КНР, США і Велика Британія.

## Релігії
Величезна більшість жителів Тегерана — мусульмани-шиїти, вони становлять 96 % населення.
Бахаї становлять 2,8 % населення — це приблизно 200 000 осіб.
Християни також є в Тегерані, до них належать насамперед Вірменська апостольська церква, а також Російська православна церква і Ассирійська Церква Сходу. Їх чисельність після Ісламської революції 1979 року різко скоротилась. Вірменська апостольська церква представлена в Тегерані громадою з 60 000 осіб. У місті розташовано 42 вірменські церкви і чимало вірменських культурних центрів, шкіл, бібліотек, спортивних комплексів. Приблизно 10 000 осіб належать до Ассирійської церкви, а ще є 5 000 халдейських католиків, що дотримуються також сирійських ритуалів. У місті є грузинська ортодоксальна громада, російська православна громада і декілька різних євангельських громад. Єврейська громада налічує 16-18 000 осіб. У Тегерані є 18 синагог. При громаді є також численні школи та бібліотеки.
Зороастрійців — 10 тисяч осіб. Громада підтримує два храми вогню (Аташкаде). До інших релігійних меншин належать мусульмани-сунніти, наявні незначні громади сикхів, індуїстів, буддистів, мандеїв, єзидів і суфіїв.

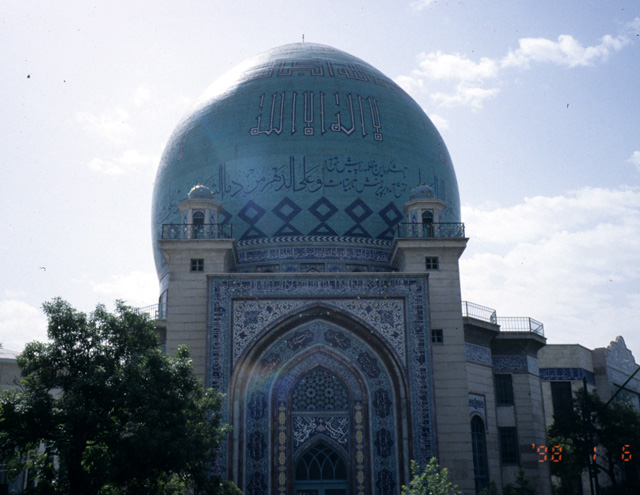
Ісламський інститут Тегерана
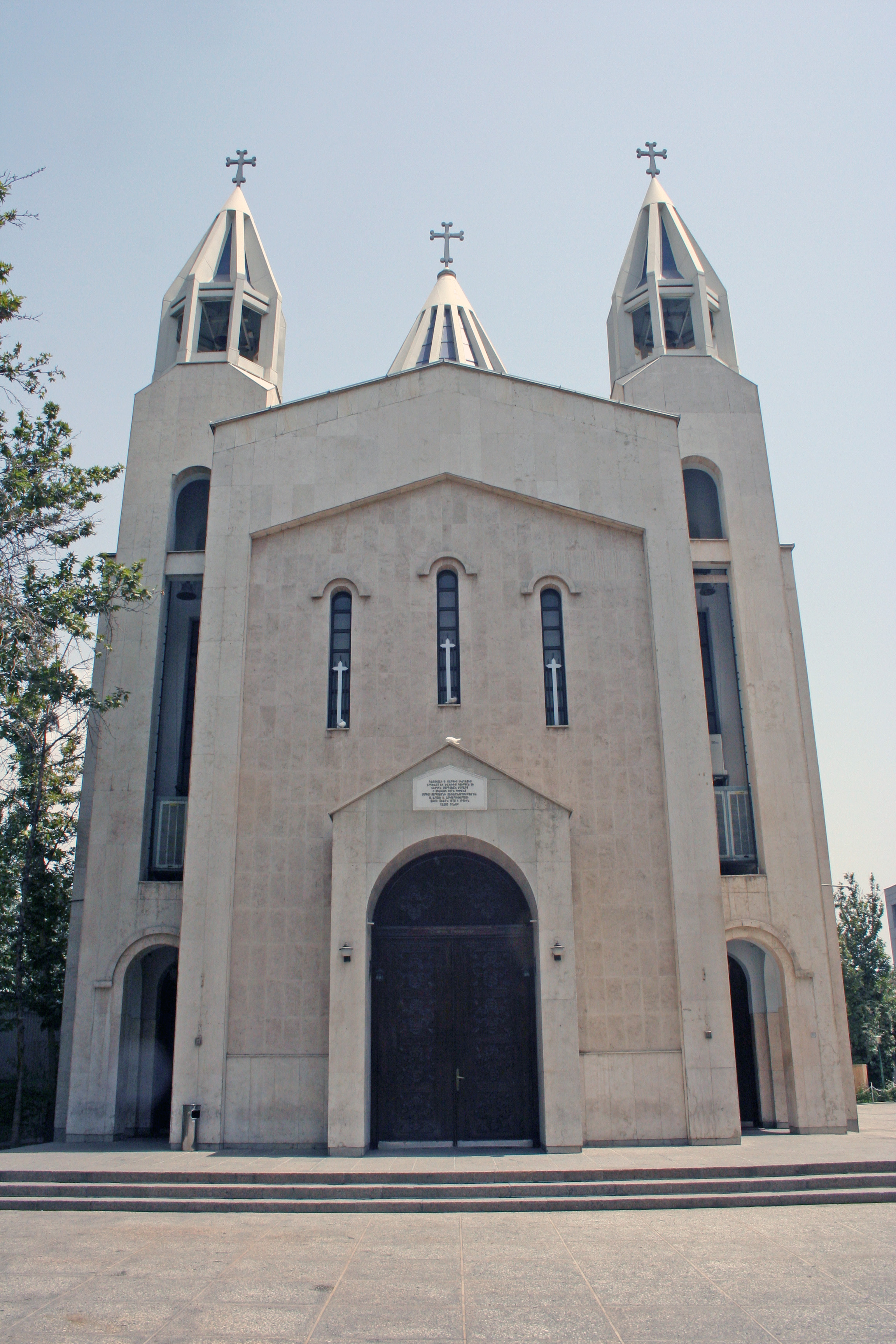
Собор Святого Саркіса, Вірменська апостольська церква
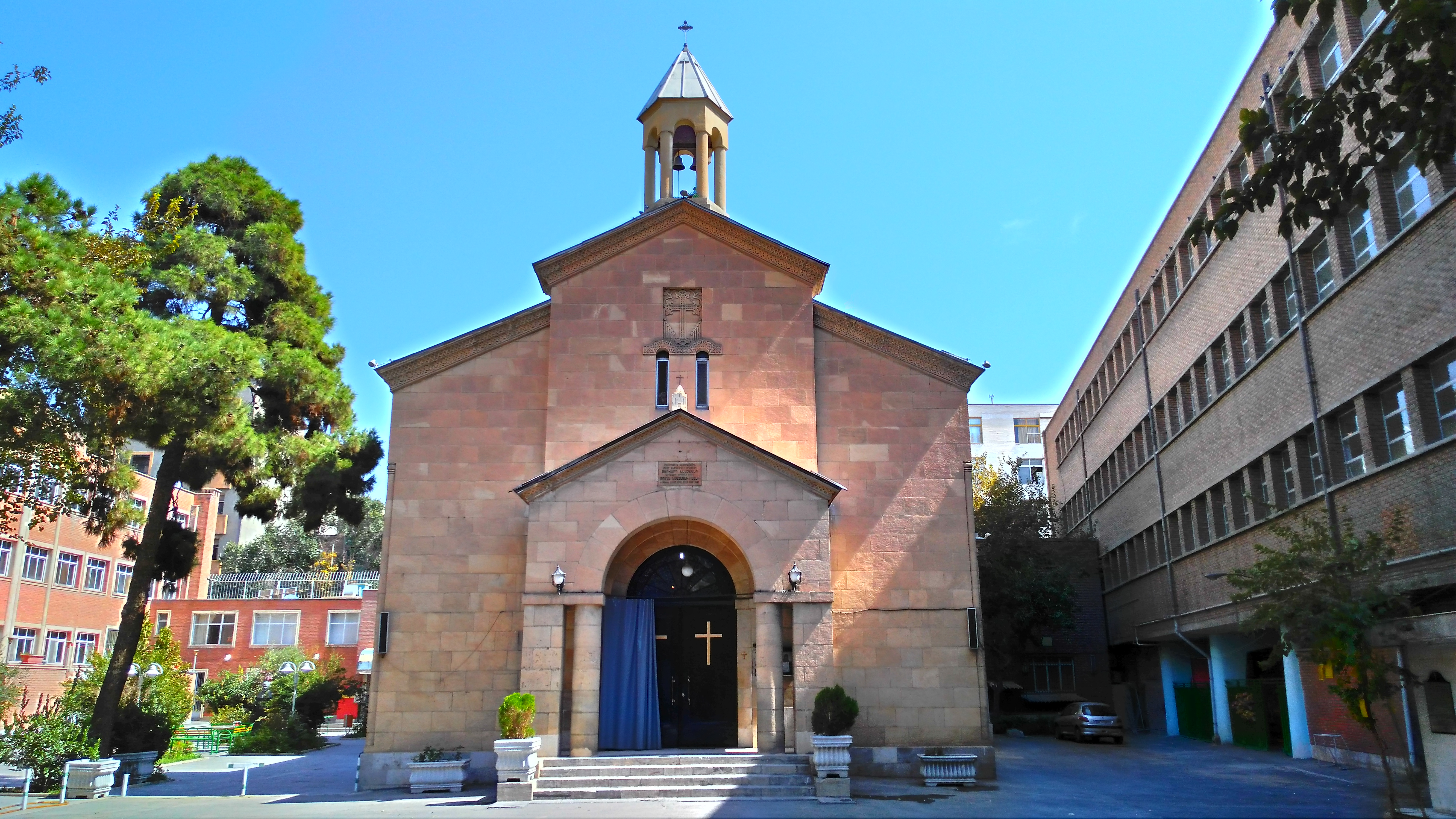
Церква святої Марії Вірменської апостольської церкви

## Клімат
| Клімат 1988–2005                           | Клімат 1988–2005 | Клімат 1988–2005 | Клімат 1988–2005 | Клімат 1988–2005 | Клімат 1988–2005 | Клімат 1988–2005 | Клімат 1988–2005 | Клімат 1988–2005 | Клімат 1988–2005 | Клімат 1988–2005 | Клімат 1988–2005 | Клімат 1988–2005 | Клімат 1988–2005 |
| Показник                                   | Січ.             | Лют.             | Бер.             | Квіт.            | Трав.            | Черв.            | Лип.             | Серп.            | Вер.             | Жовт.            | Лист.            | Груд.            |                  |
| Абсолютний максимум, °C                    | 16,4             | 19,0             | 23,8             | 33,6             | 33,6             | 37,8             | 38,1             | 39,4             | 40,6             | 29,2             | 23,0             | 19,0             |                  |
| Середній максимум, °C                      | 6,1              | 8,1              | 12,9             | 19,8             | 25,0             | 31,2             | 33,9             | 33,5             | 29,3             | 22,4             | 14,3             | 8,6              |                  |
| Середній мінімум, °C                       | −1,5             | −0,2             | 4,0              | 9,8              | 14               | 19,6             | 22,6             | 21,9             | 17,5             | 11,6             | 5,4              | 1,0              |                  |
| Абсолютний мінімум, °C                     | −11,4            | −11              | −8               | −1,6             | 3,0              | 12,0             | 15,4             | 13,5             | 8,8              | 2,6              | −5,2             | −9,6             |                  |
| Середня кількість сонячних годин на місяць | 137,2            | 151,1            | 186,0            | 219,1            | 279,8            | 328,7            | 336,6            | 336,8            | 300,5            | 246,8            | 169,4            | 134,1            |                  |
| Норма опадів, мм                           | 63.1             | 66.5             | 83.3             | 50.1             | 27.1             | 4.0              | 4.2              | 3.2              | 3.4              | 16.5             | 41.3             | 66.3             |                  |
| Днів з дощем                               | 12,3             | 10,9             | 12,3             | 10,0             | 8,9              | 3,3              | 3,4              | 1,6              | 1,3              | 5,8              | 8,6              | 10,7             |                  |
| Днів зі снігом                             | 8,9              | 6,6              | 2,5              | 0,1              | 0,1              | 0                | 0                | 0                | 0                | 0                | 0,6              | 4,9              |                  |
| Вологість повітря, %                       | 67               | 59               | 53               | 44               | 39               | 30               | 31               | 31               | 33               | 44               | 57               | 66               |                  |
| ------------------------------------------ | ---------------- | ---------------- | ---------------- | ---------------- | ---------------- | ---------------- | ---------------- | ---------------- | ---------------- | ---------------- | ---------------- | ---------------- | ---------------- |
| Джерело:                                   |                  |                  |                  |                  |                  |                  |                  |                  |                  |                  |                  |                  |                  |

## Зовнішні культурно-суспільні стосунки

### Міста побратими

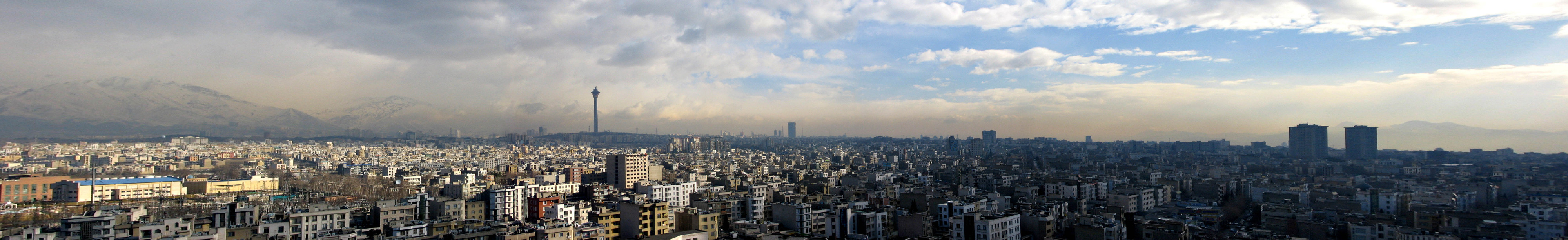
Обрій міста

- Гавана, Куба (2001)
- Душанбе, Таджикистан (2001)
- Каракас, Венесуела (2005)
- Мінськ, Білорусь (2006)
- Москва, Росія (2004)
- Пекін, КНР (1999)
- Преторія, Південна Африка (2002)
- Сеул, Південна Корея (1963)